# Neandertal
Koordinaten: 51° 13′ 34″ N, 6° 57′ 4″ O
Das Neandertal (bis Anfang des 20. Jahrhunderts Neanderthal und bis in das frühe 19. Jahrhundert überwiegend als das Gesteins bezeichnet) ist ein weitgehend unbebauter Talabschnitt der Düssel auf dem Gebiet der Städte Erkrath und Mettmann, rund zehn Kilometer östlich von Düsseldorf. Die ursprüngliche, einst weithin bekannte Schlucht von knapp einem Kilometer Länge wurde im 19. Jahrhundert durch den Abbau von Kalkstein vollständig zerstört. Unmittelbar danach erlangte das Neandertal weltweit Berühmtheit durch den Fund fossiler Überreste eines Urzeitmenschen aus dem Pleistozän, der als Neandertaler Namensgeber dieser Spezies wurde.

## Namen

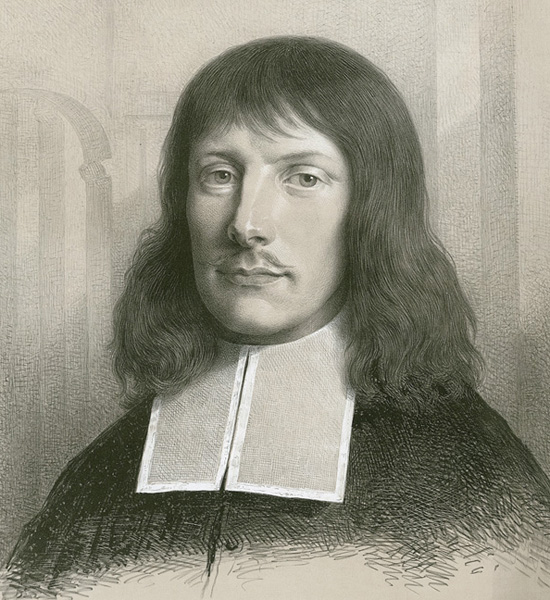
Joachim Neander
(1650–1680)

Das Neandertal wurde ursprünglich das Gesteins, das Hundsklipp oder einfach nur das Klipp genannt. Welche Bedeutung der Name Hundsklipp (manchmal auch Hunnsklipp geschrieben) hat, ist nicht eindeutig geklärt. Es gab Erklärungsversuche, das Wort leite sich von Honnschaft oder gar von den Hunnen ab. Etwa Mitte des 19. Jahrhunderts erfolgte die Umbenennung in Neanderthal, in Erinnerung an den bekannten Kirchenliedkomponisten und evangelisch-reformierten Pastor Joachim Neander (Lobe den Herren, den mächtigen König der Ehren). Der gebürtige Bremer Neander war zwischen 1674 und 1679 Rektor der Düsseldorfer Lateinschule der reformierten Kirchengemeinde und Hilfsprediger. Oft suchte er in seiner Freizeit dieses damals noch schluchtartige Tal auf. Hier hielt er Gottesdienste und Konventikel ab und komponierte viele seiner heute noch bekannten Kirchenlieder und Choräle.
Von Neander stammt auch das älteste bekannte gedruckte Dokument, in dem das Aussehen des Tals beschrieben wird:

„Ist auch ein Reise-Lied im Sommer oder Herbst denen nach Franckfurt am Mayn den Reinstrohm auff und abfahrenden, woselbst zwischen Cöllen und Maintz Berge, Klippen, Bäche und Felsen mit sonderbahrer Verwunderung zu sehen; auch im Bergischen Lande in dem Gesteins nicht weit von Düsseldorff.“

Ursprünglich wurden neben dem Begriff Gesteins oftmals auch die einzelnen Fels- und Höhlenformationen wie Engelskammer, Teufelskammer, Leuchtenburg, Predigtstuhl, Feldhofer Kirche oder Rabenstein mit Namen genannt, ab 1800 wurden die Begriffe Neandersstuhl und Neandershöhle in Reiseberichten gebräuchlich. Während der Kalksteinabbau in der zweiten Hälfte des 19. Jahrhunderts die Naturschönheit der Felsen zerstörte und ein weiträumiges Tal entstand, setzte sich der Begriff Neanderthal durch. Bis in die 1880er Jahre jedoch hielt sich im Volksmund der Begriff Gesteins. Er verschwand somit erst, als vom eigentlichen Gesteins nichts mehr übrig war. Bis heute sind die Flurnamen Im Gesteins (links, d. h. südlich) ⊙ und Unter’m Gesteins (rechts, d. h. nordnordöstlich) ⊙ der Düssel im Amtlichen Liegenschaftskatasterinformationssystem (ALKIS) verzeichnet.
Schreibung mit oder ohne h
Im Zuge der Rechtschreibreform von 1901 entfiel das h offiziell aus dem Namen; das Museum mit seiner paläontologischen Thematik verwendet jedoch in Anlehnung an die wissenschaftliche Schreibweise neanderthalensis weiterhin die traditionelle Schreibweise. Auch der Regiobahn-Haltepunkt hat diese Schreibweise beibehalten. Die Website der Stadt Mettmann begründet das so: „Weder die Bundesbahn noch die Regio-Bahn wagten es, diesen Haltepunkt wegen seines engen Bezuges und seiner unmittelbaren Nähe zum Museum umzubenennen.“

## Geschichte

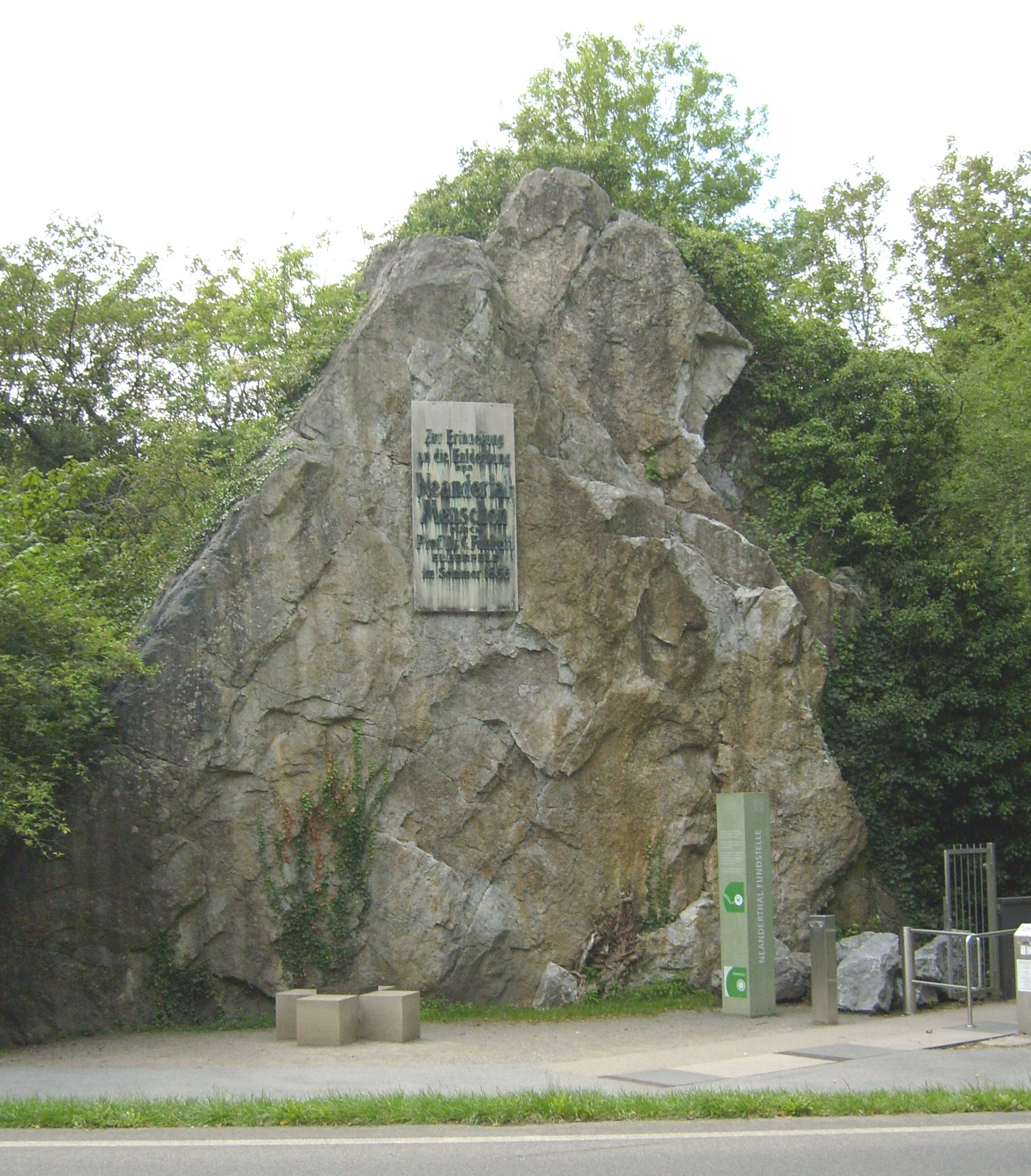
Der Rabenstein nach einer Säuberungsaktion 2007

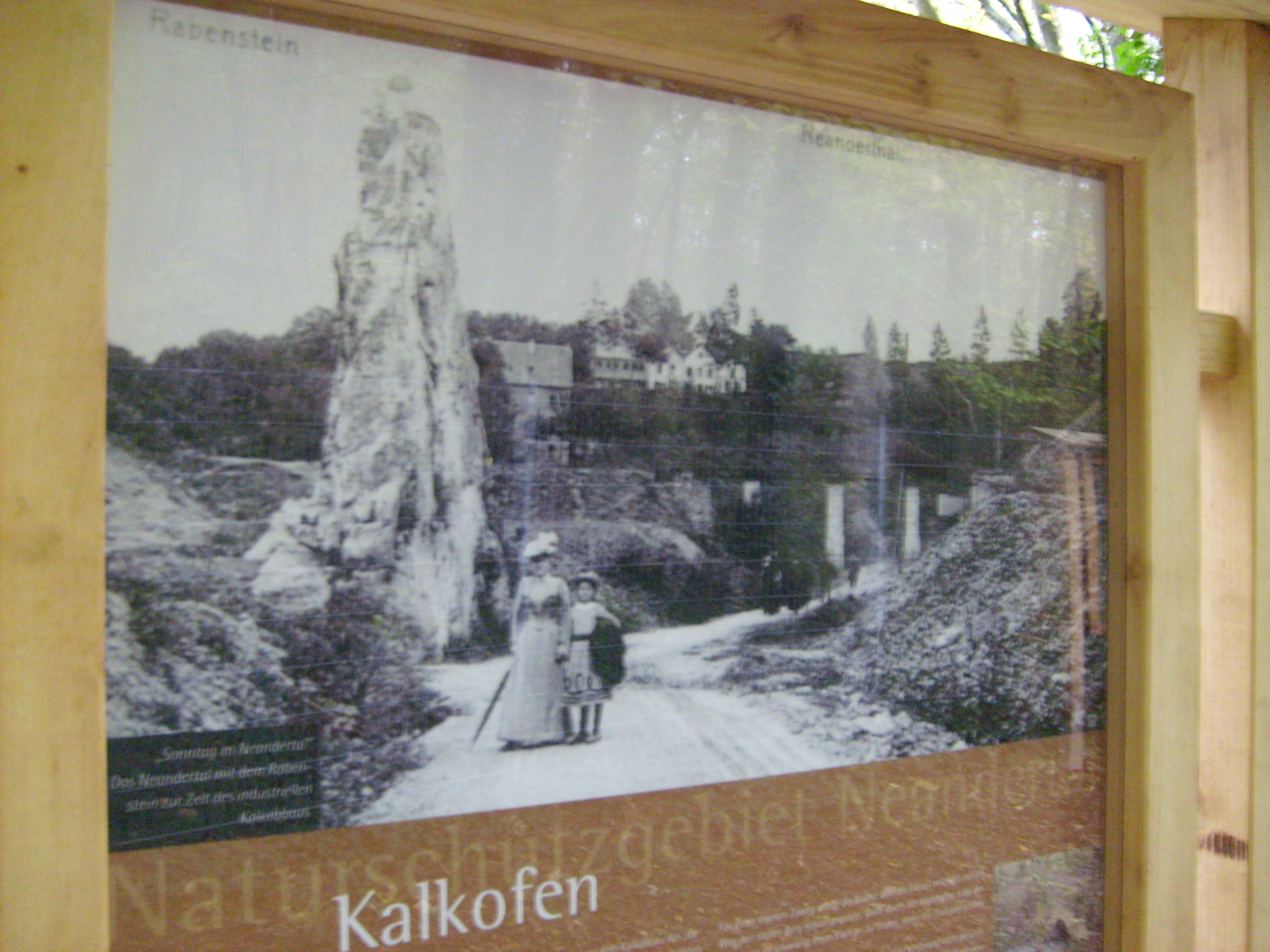
Schautafel am „Alten Kalkofen“ mit Ansicht des Rabensteins von 1906

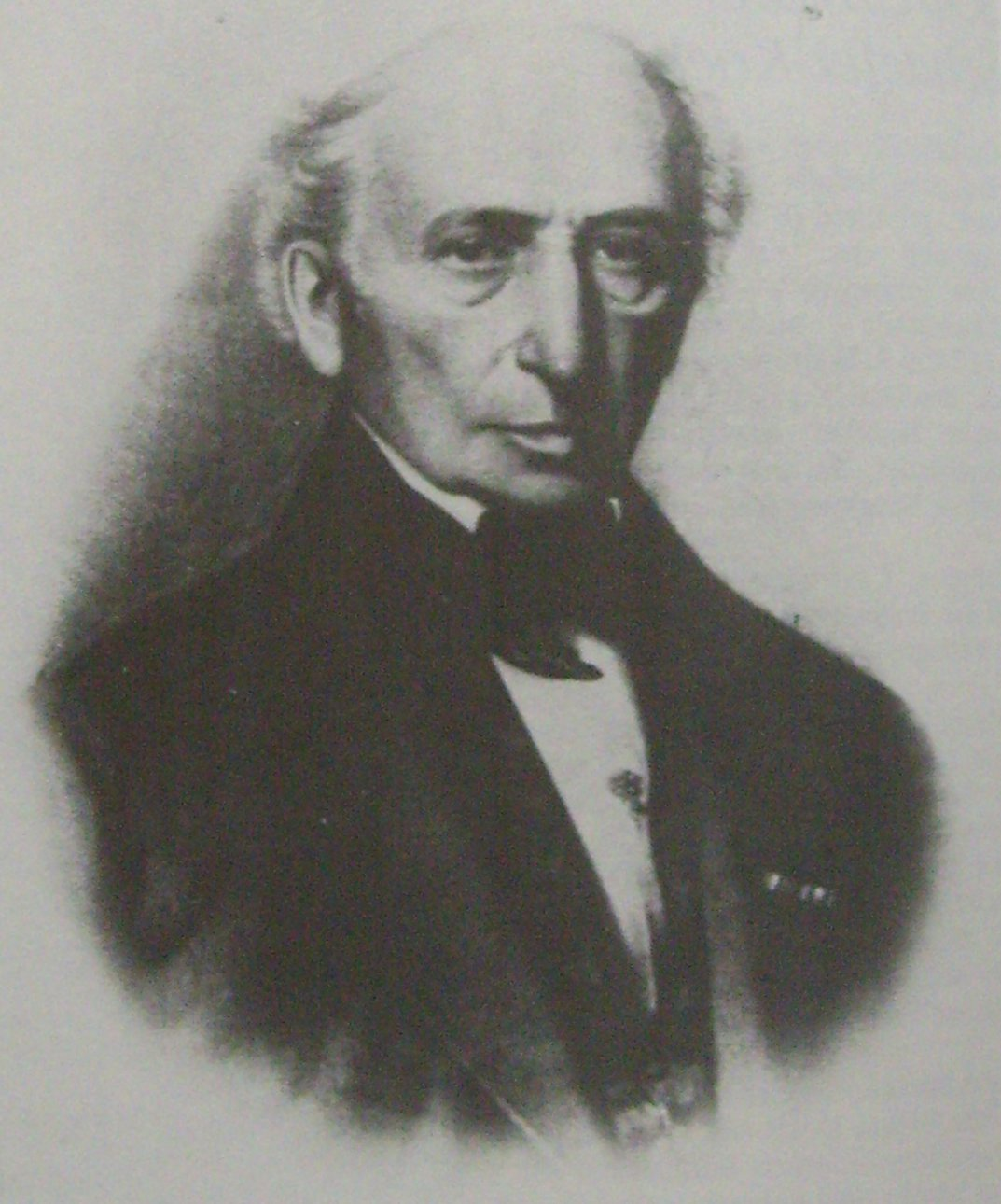
Johann Heinrich Bongard
(1779–1857)

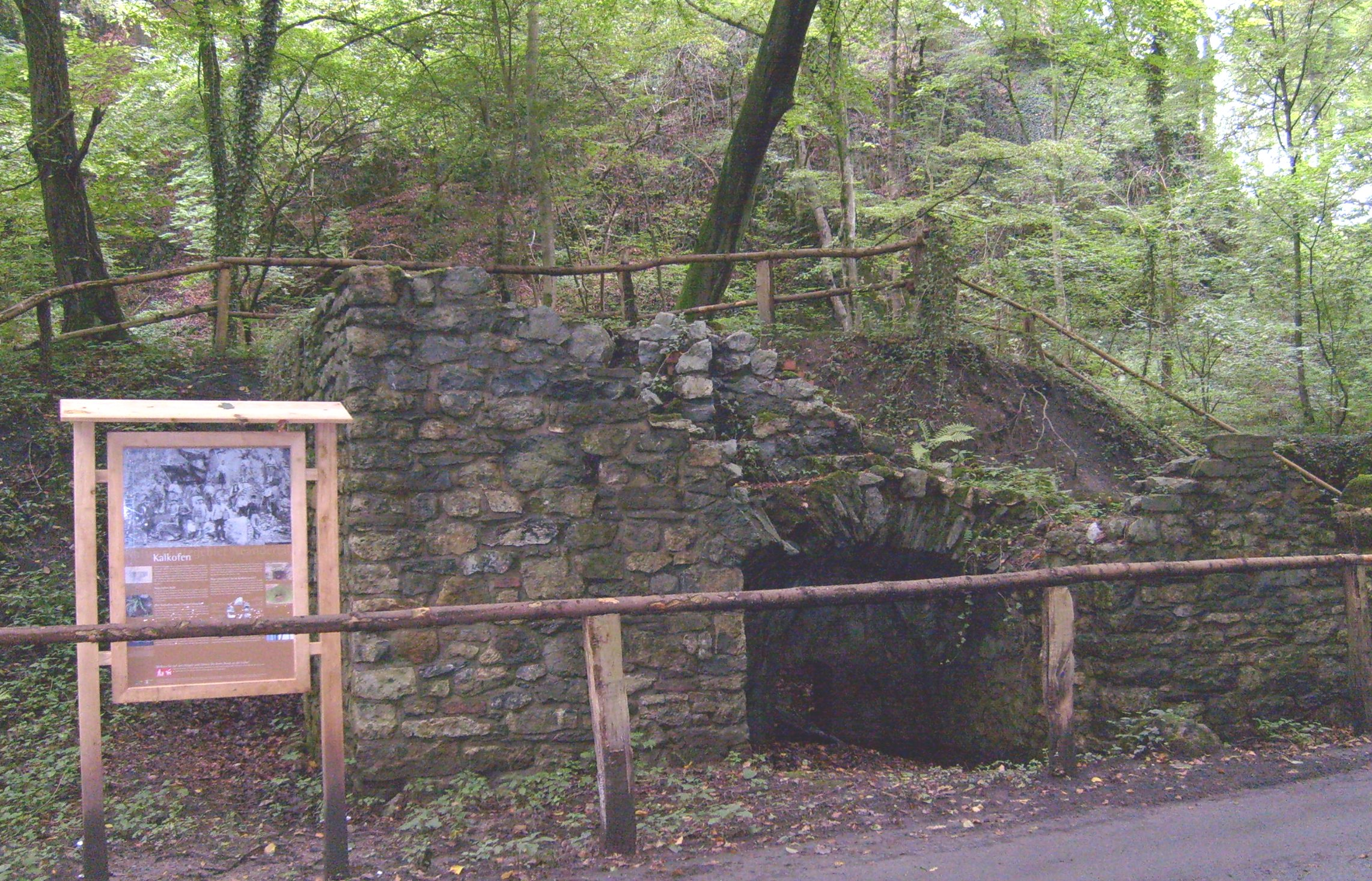
Kalkofen Huppertsbracken

Das Neandertal war früher eine knapp einen Kilometer lange und etwa 50 Meter tiefe enge Schlucht im mitteldevonischen Kalkstein mit teils überhängenden Wänden, Wasserfällen, vielen kleineren Höhlen und großem Artenreichtum. In der Hügellandschaft des Niederbergischen, einer Fastebene mit eingeschnittenen Bachtälern, war ein derartig enges Felsental eine ungekannte, fremdartige Erscheinung, weshalb sie mitunter sogar mit der Graubündener Schlucht Viamala verglichen wurde. Trotz zahlreicher erhaltener Naturstudien, unter anderem von Schülern der Düsseldorfer Malerschule, und einiger Fotografien früher Abbauzustände (das Neanderthal Museum zählt 150 bildliche Darstellungen) liegt die damalige Topographie der Schlucht heute großenteils im Dunklen.
Erstmals wird das Tal in einem Zehntverzeichnis von Haus Unterbach 1609 als Hundtß Schlippen genannt. Auch in der ersten Landesaufnahme und geografischen Beschreibung des Herzogtums Berg, der Topographia Ducatus Montani von Erich Philipp Ploennies, erschienen 1715, fand das Gesteins Aufnahme:

„In diesem Ambt an der Düsselbach, zwischen dem feldhoff und hof Karstein ist das so genandte Gestein gelegen (welches Grose höhlen in den bergen sindt) und nach welchen bißweilen einige frembden, solches zu sehen, eine reiße dahin anstellen.“

Der Erkrather Arzt und preußische Hofrat Johann Heinrich Bongard beschreibt in seinem 1835 erschienenen Buch Wanderung zur Neandershöhle erstmals das zu diesem Zeitpunkt noch unberührte Gesteins mit seiner Düsselklamm sehr detailliert inklusiv einiger Illustrationen, ohne den noch nicht gebräuchlichen Namen Neandertal zu nennen. Zudem beschreibt der Naturfreund in diesem Wanderführer die Geologie und die vielfältige Botanik der Felsenschlucht und ihren Artenreichtum mit Pflanzen wie Belladonna, Wolfsmilch, Schierling, Thymian, Waldmeister, Brunnenkresse und der im Tale sehr häufig vorkommenden und großflächig wachsenden Pestwurzen. Seine Schilderungen geben auch heute noch den besten Überblick über die ursprüngliche Schönheit der Natur, die zu seiner Zeit bereits ein weithin bekanntes und nach Eröffnung der Bahnstrecke Düsseldorf–Elberfeld 1841 auch stark frequentiertes Ausflugsziel von Naturfreunden, Tagesausflüglern und Sangesgruppen war. Die Künstler der Düsseldorfer Malerschule nutzten das Gesteins nicht nur als Vorlage zur Landschaftsmalerei, sondern auch vielfach für ihre Festivitäten und Tagesausflüge.
Im Neandertal wurde vermutlich bereits seit dem Mittelalter Kalkstein (devonischer Massenkalk) in geringen Mengen für die bäuerliche Kalkbrennerei abgebaut. So sind bereits aus den Jahren 1519 und 1672 Kalköfen beurkundet, von denen sich der ältere auf dem heutigen Gelände des ehemaligen Mannesmann-Kalkwerkes befand und der andere mit Namen Huppertsbracken als kulturgeschichtliches Denkmal 1986 restauriert wurde und heute an der Düssel oberhalb des Neandertales (zwischen den Höfen Thunis und Bracken) am Wegesrand zu besichtigen ist. Die Ruine des Feldhofer oder Hatzfeld’schen Kalkofens befindet sich an der Braumüllerschen Düsselbrücke am Parkplatz Am alten Kalkofen.
Der Kalk-Abbau war eine Zeitlang wohl auch ein wichtiger Wirtschaftszweig der Region, da er des Öfteren in den Quellen erwähnt wird, so auch in den Beyträge zur Statistik des Herzogthumes Berg von 1806:

„(…) Bey Erkrath ist ein Bruch von Dachschiefer; auch finden sich in diesem Amte verschiedene Kalkbrennereyen, und unter anderem eine bey dem Kostenhof. In deren Nähe ist das so berühmte Gesteins: die Leuchtenburg, Neanderhöhle, und ein Wassersturz der Düsselbach, wohin jährlich von den benachbarten Städten verschiedene Luftpartien gemacht werden.“

War das Tal vom Bau der ersten westdeutschen Eisenbahnlinie von Düsseldorf nach Erkrath noch nicht unmittelbar betroffen (eröffnet 1838, 1841 bis nach Elberfeld erweitert), so veränderte der 1849 einsetzende industrielle Kalksteinabbau das Tal vollständig. 1854 wurde die „Actiengesellschaft für Marmorindustrie im Neanderthal“ gegründet, die den Kalksteinabbau in großem Stil vorantrieb. Kalk wurde nicht nur für Bauzwecke und die Stahl- und Kohleindustrie des Ruhrgebiets benötigt, auch die nahegelegene Eisenhütte in Hochdahl benötigte ihn als basischen Zusatzstoff für die Verhüttung. Etwa ein Jahrhundert lang prägte der Kalksteinabbau das Tal; erst 1945 wurde der Betrieb eingestellt.
Von den ursprünglichen Kalkfelsen war hiernach nichts mehr zu sehen, da sämtliche Gesteinsformationen und Höhlen innerhalb von weniger als 100 Jahren dem Kalksteinabbau zum Opfer gefallen waren. Nur der sogenannte Rabenstein, eine Felsnase unmittelbar an der Straße und am Eingang zum Fundort des Neandertalers, ist übrig geblieben. 1926 wurde eine Tafel angebracht, die an den Fund des Neandertalers durch Johann Carl Fuhlrott erinnert.
Die nahezu gesamte Zerstörung der ursprünglichen Natur erregte schon zu damaliger Zeit Kritik:

„Noch steht unangetastet die Neanderhöhle, ebenso sprudelt noch immer die kleine Quelle herab. Es ist dies ein kleiner, aber der schönste Theil. Die dortige Aktiengesellschaft, welcher das Ganze gehört, hat bis heute entweder in heiliger Scheu, doch ein solches Naturwerk anzutasten oder aus liebenswürdiger Geneigtheit für ein naturliebendes Publikum diese Schönheit unangetastet stehen lassen. […] In wenigen Jahren wird auch die bisher respektierte Formation der Sprengung zum Opfer fallen. Dann werden spätere Generationen es nicht begreifen, ja für unglaublich halten können, wie eine gewöhnliche Kalkindustrie solche berühmten Stätten zerstören konnte.“

Drei Jahre später wurde auch die Neanderhöhle als letzter Rest des ursprünglichen Gesteins gesprengt.

## Topographische Skizze des ehemaligen Neandertals um 1840

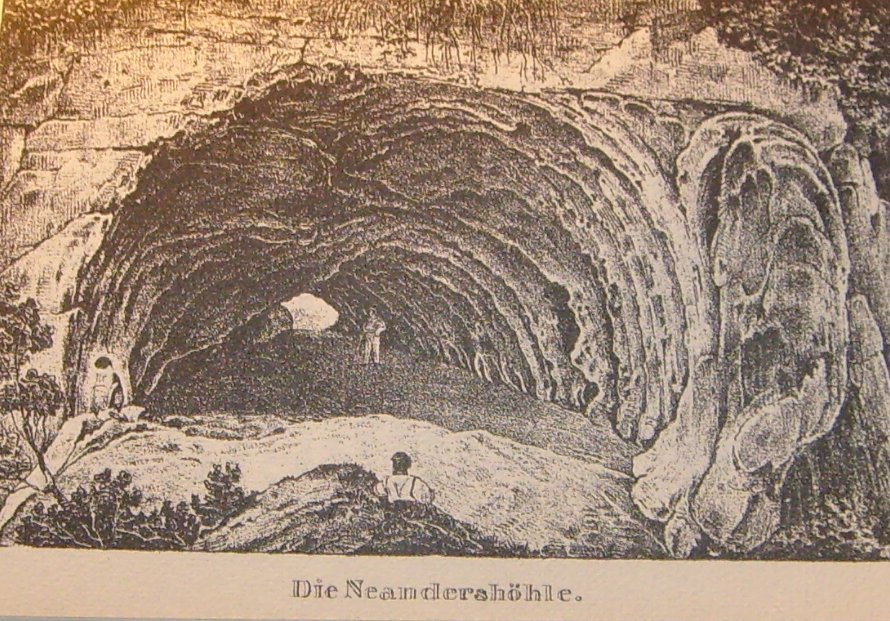
Der untere Eingang der eigentlich nach rechts gekrümmten Neandershöhle (Lithographie in Bongard, 1835)

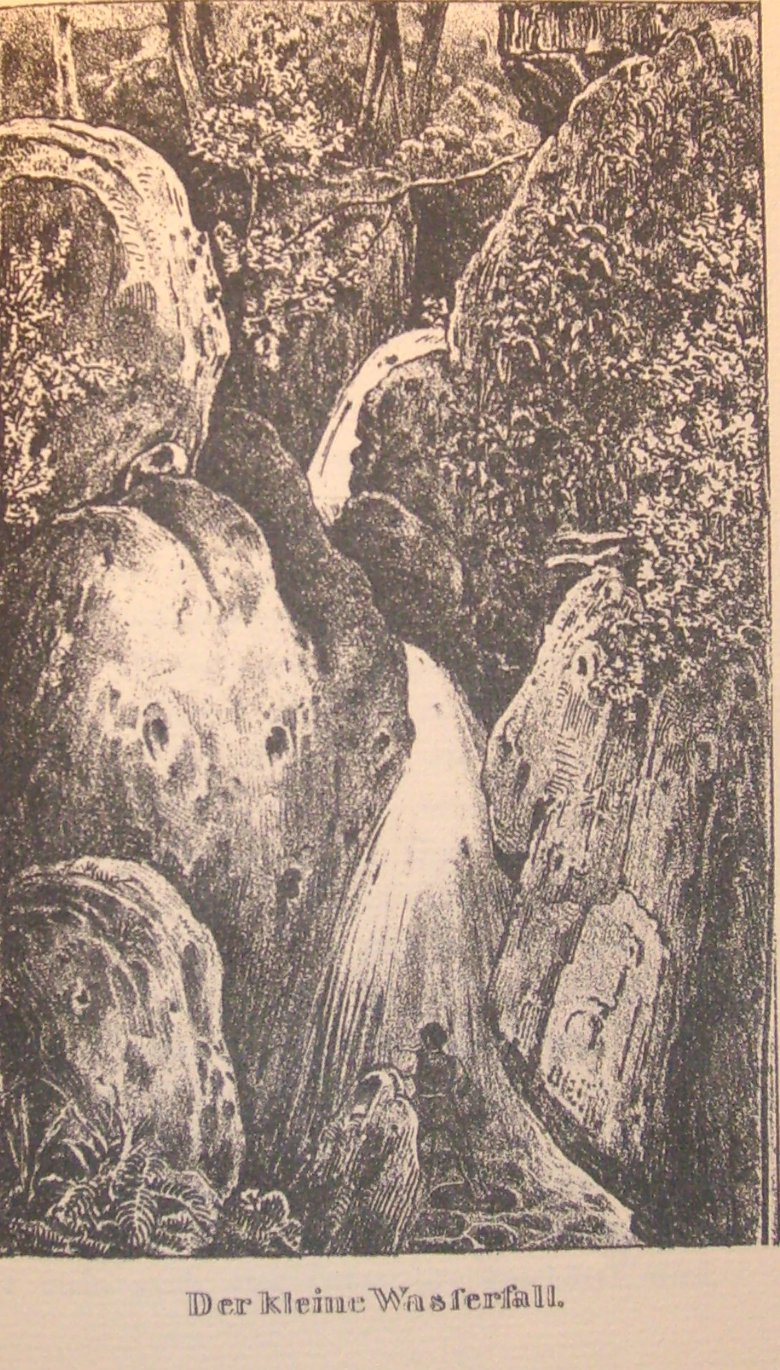
Der „kleine Wasserfall“, vermutlich der Laubach-Wasserfall (in Bongard, 1835)

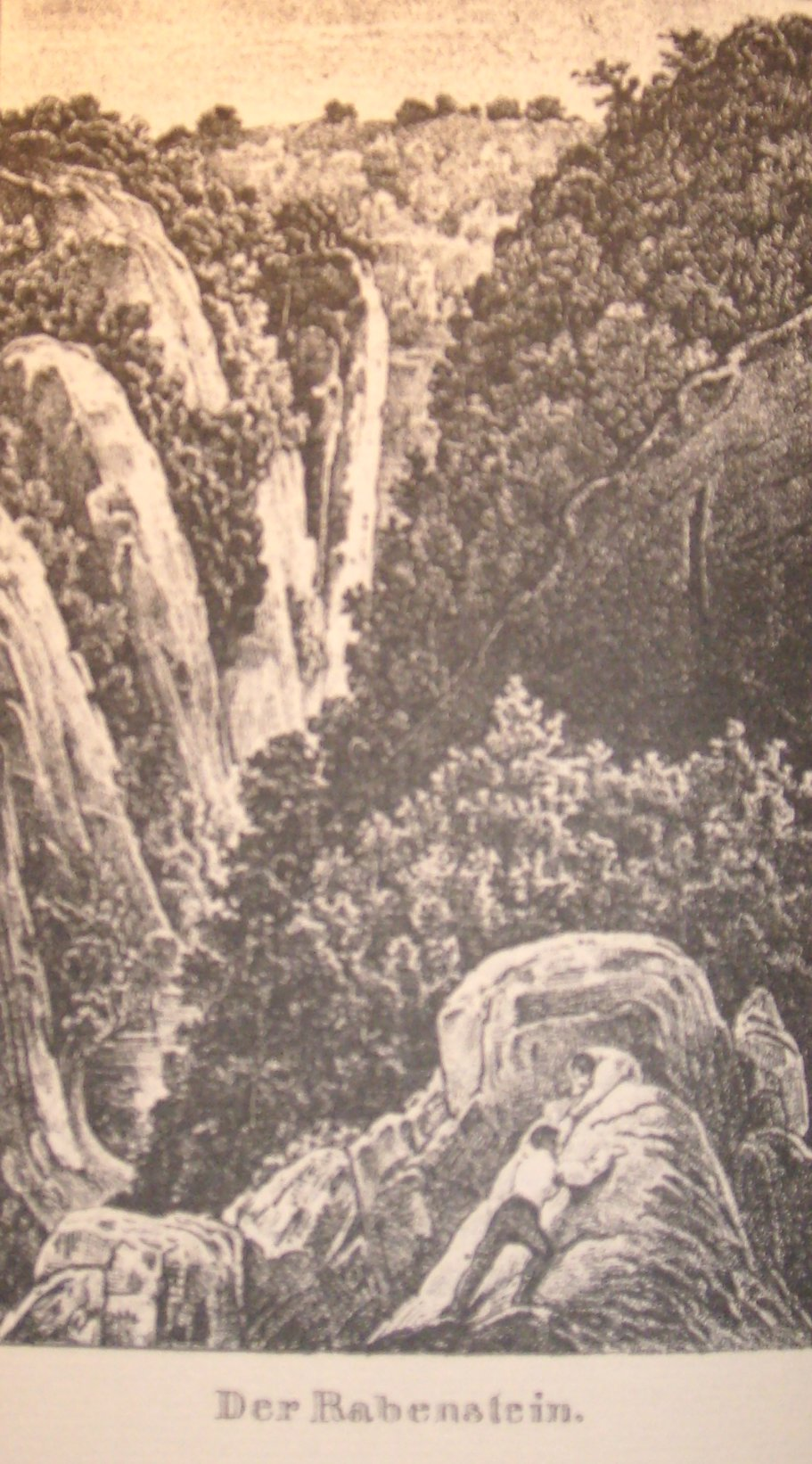
Blick von der Kanzel auf den Rabenstein im Hintergrund, rechts die Höhle Feldhofskirche, Darstellung etwas überhöht (in Bongard, 1835)

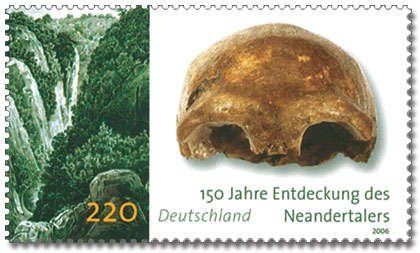
Sondermarke der Deutschen Post AG zum 150. Jahrestag des Fundes 2006 mit Verwendung des Rabensteinbildes von Bongard und der im Neandertal vorgefundenen Schädelkalotte

Im Folgenden ist die Schlucht nur so weit beschrieben, wie es aus den bisher bekannten Dokumenten weitgehend sicher geschlossen werden kann.
In der Talweitung an der Einmündung des Mettmanner Baches beim heutigen Neanderthal-Museum lagen beiderseits der Brücke über die Düssel zwei bäuerliche Anwesen: Hundsklipp mit Hundsklipper Mühle südlich der Düssel (Bürgermeisterei Haan) und In der Medtman nördlich der Düssel (Bürgermeisterei Mettmann). Von letzterer führte ein Weg in weitem Bogen um den Talkessel auf die Hochfläche zum einstigen Gut Kastein, ein anderer durch einen Hohlweg (beim seit 1879 bestehenden Bahnhof Neanderthal) nach Eidamshaus und Mettmann. Der vom Hof Hundsklipp mit seiner Gartenwirtschaft nach Süden steil ansteigende Weg berührte den Feldhof, zu dessen Ländereien das linksufrige Gesteins gehörte, sowie ab 1841 den Bahnhof Hochdahl.
Düsselabwärts wurden die Talwiesen von der Hundsklippe mauerartig begrenzt. An deren Fuß öffnete sich in einem Felsvorsprung nach Südwesten hin eine kleine Grotte mit türartigem Portal, die Engelskammer (heutige Ostspitze ⊙ des Busparkplatzes). Im gegenüber liegenden Steilhang öffnete sich etwa 10 m über dem Bach flach elliptisch die größere, dunkle Teufelskammer mit einigen Tropfsteinen. Ihr Portal war von der Hochfläche herab erreichbar. Dorthin hatte sie auch eine unpassierbare schlotartige Öffnung. Zwischen der Teufelskammer und der Hundsklippe begann die Schlucht des Gesteins, in der die Düssel, nun in nordwestlicher Richtung, ein stark verblocktes Bett durchrauschte.
Nahe der Engelskammer begann durch einen Quellgrund der Aufstieg zur fast 40 Meter aufragenden Felsmauer des Rabensteins. Sie hing mehr als fünf Meter nach Nordwesten über und bot einen schwindelerregenden Tiefblick in die hier besonders enge, fast klammartige Schlucht. Der Rabenstein lag zwischen dem heute so benannten erhaltenen Rest der nordwestlich anschließenden Wandpartie ⊙ (mit der 1926 rückseitig angebrachten Gedenktafel für Johann Carl Fuhlrott) und den Pfeilern der ehemaligen Lorenbahn des Steinbruchs. Ihm genau gegenüber ragte links der Düssel ein Fels auf, der durch die gleiche Massenkalk-Bank gebildet wurde. Die Gesteinsbänke fallen hier generell mit 45° nach Südosten ein und queren die Düssel fast rechtwinklig.

Bildwerke mit Motiven aus dem Gesteins (Neandertal), talabwärts geordnet
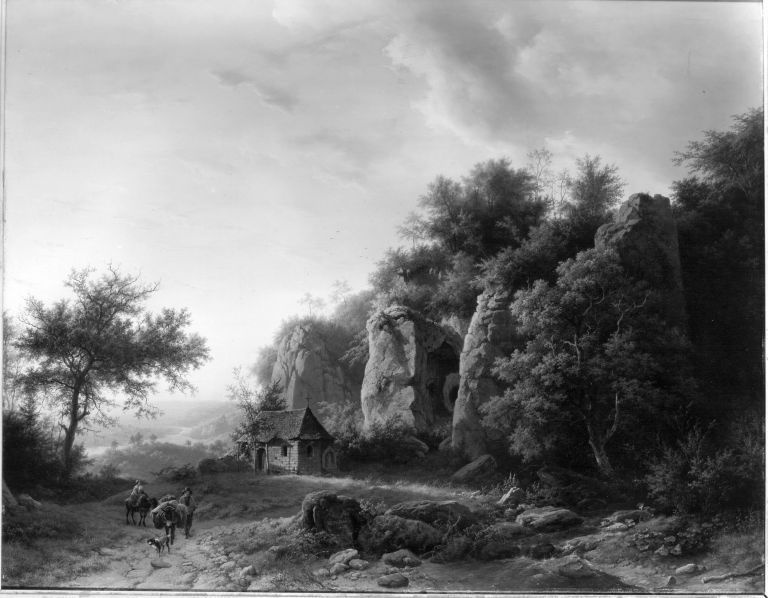
Motiv rechte Bildhälfte: Engelskammer mit Düssel (Barend Cornelis Koekkoek)
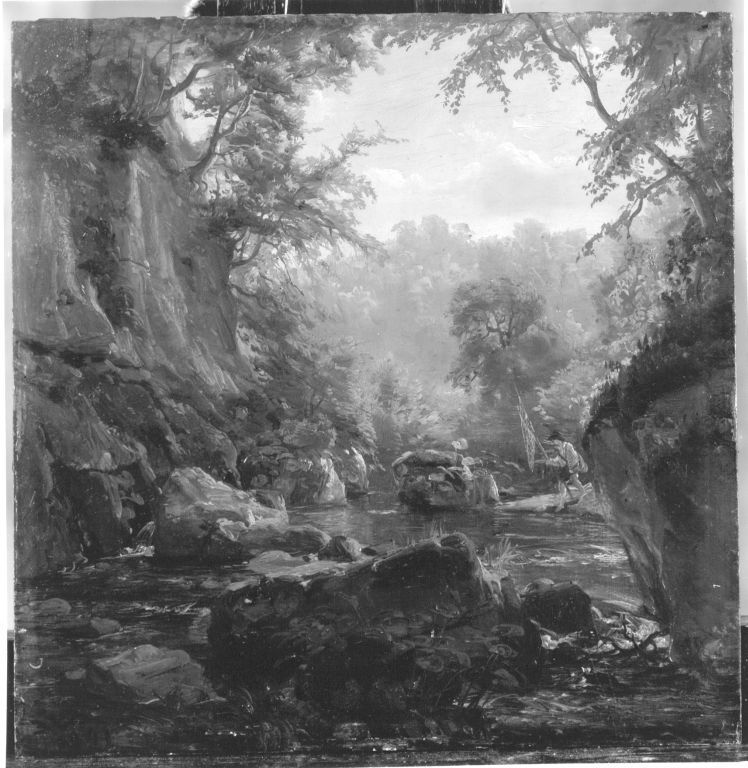
Blick aus der Schlucht nach Südosten zum Halbenberger Hang, links Rabenstein-Wände (Eduard Wilhelm Pose)
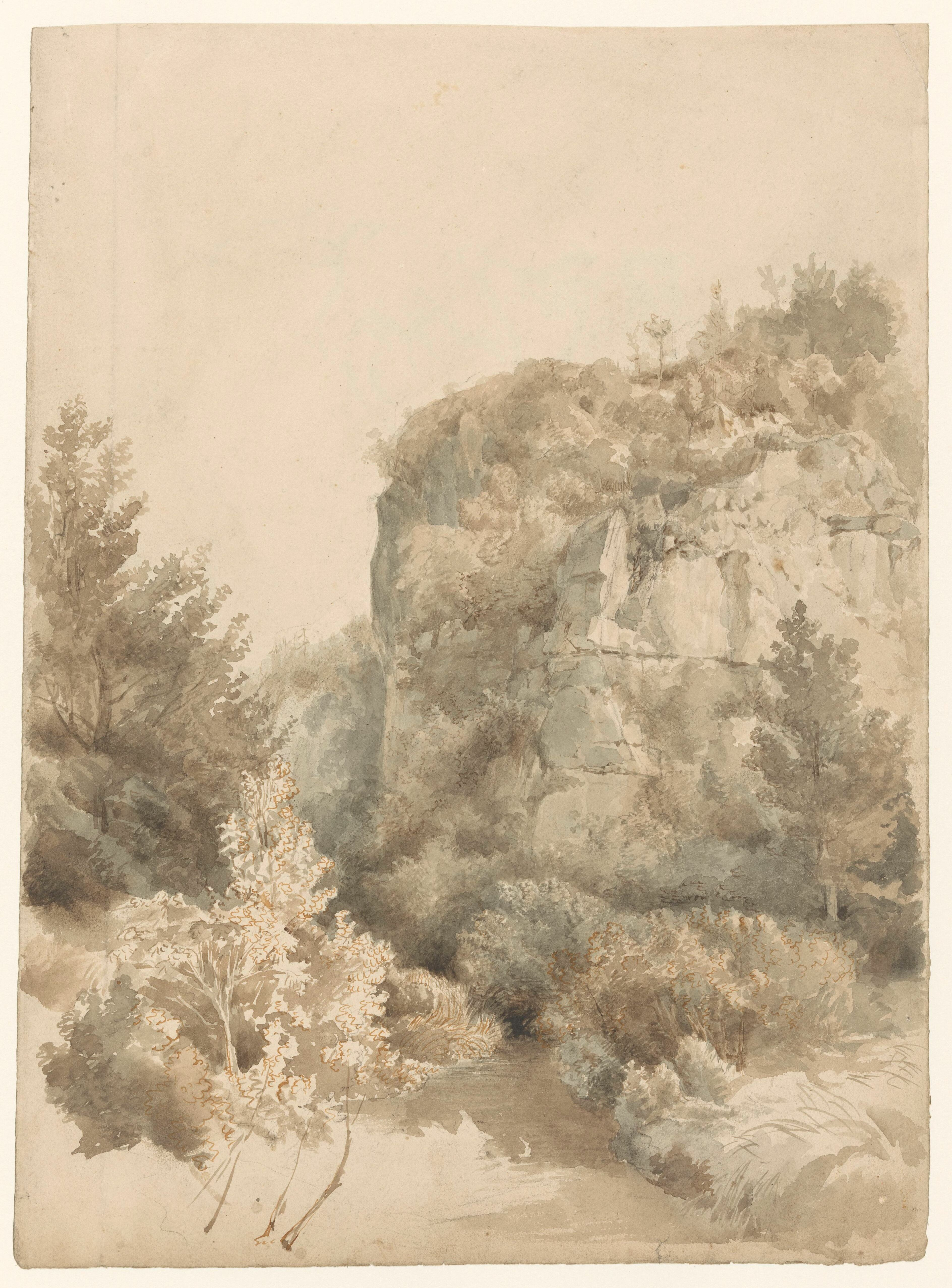
Schluchteingang mit Hundsklippe und Rabenstein dahinter, rechts beginnender Abbau (Lodewijk J. Kleijn)
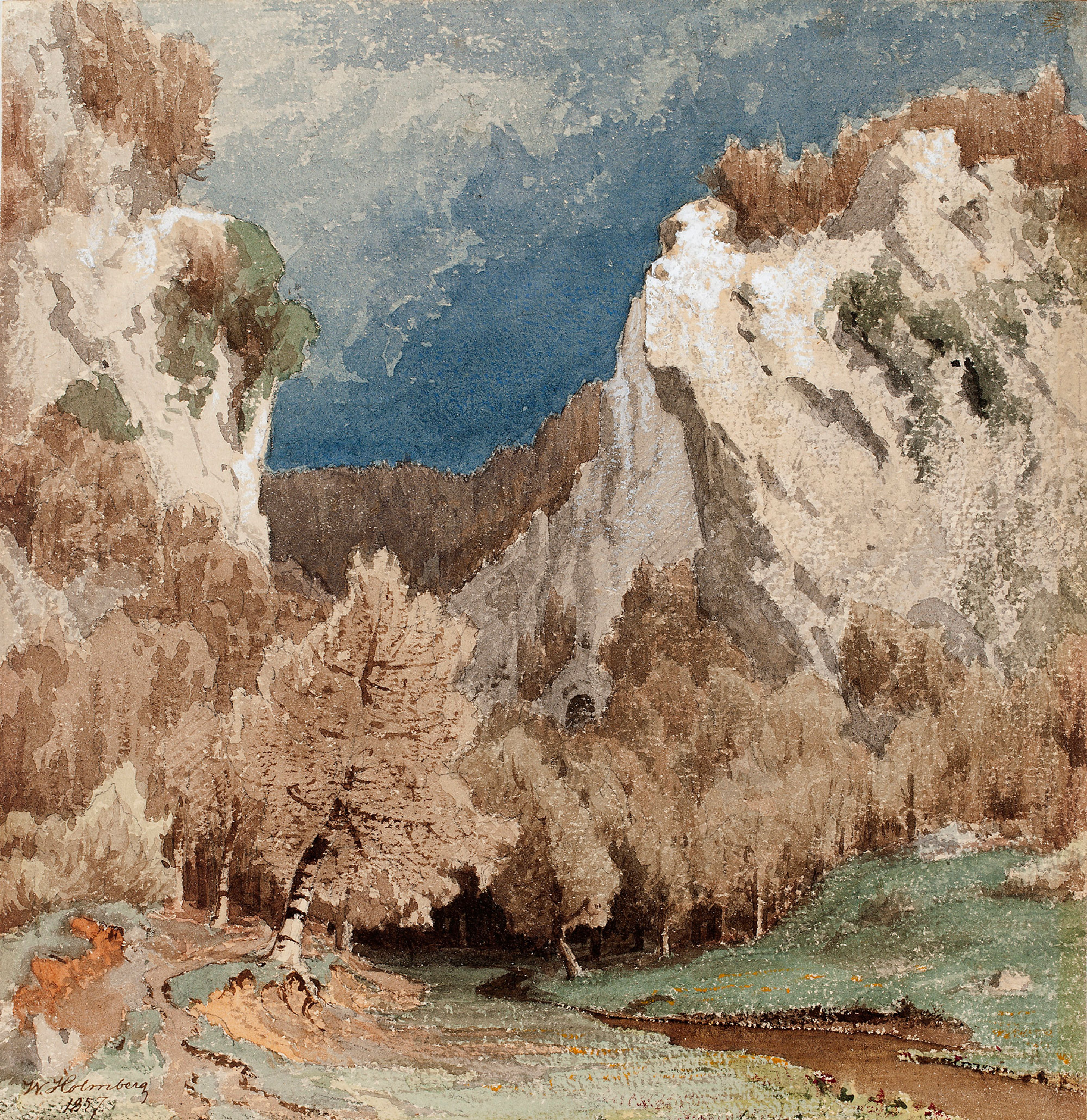
Schluchteingang, rechts Hundsklippe abgebaut bis an den Rabenstein (Werner Holmberg)
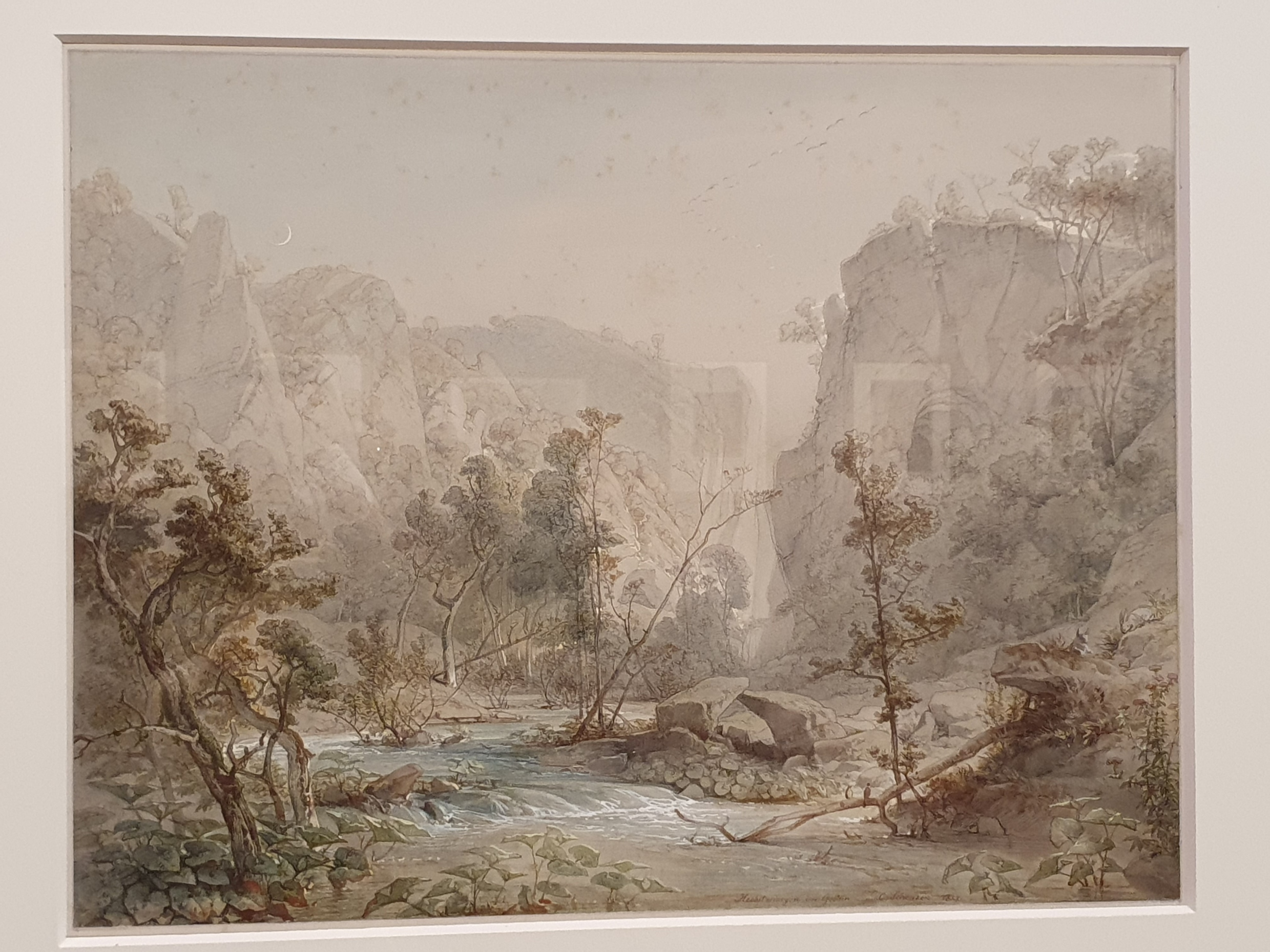
Schluchtmitte Richtung Rabenstein, rechts die Höhle Feldhofskirche, davor erster Abbau (Caspar Scheuren)
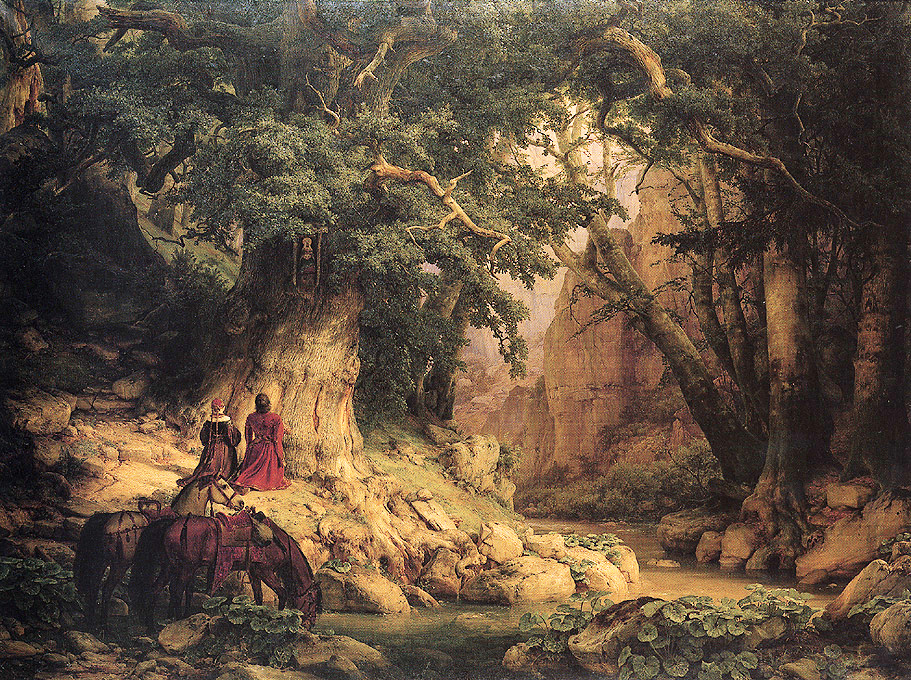
Rechter Bildteil: Blick von der Laubachmündung die damals gestaute Düssel aufwärts (Carl Friedrich Lessing)
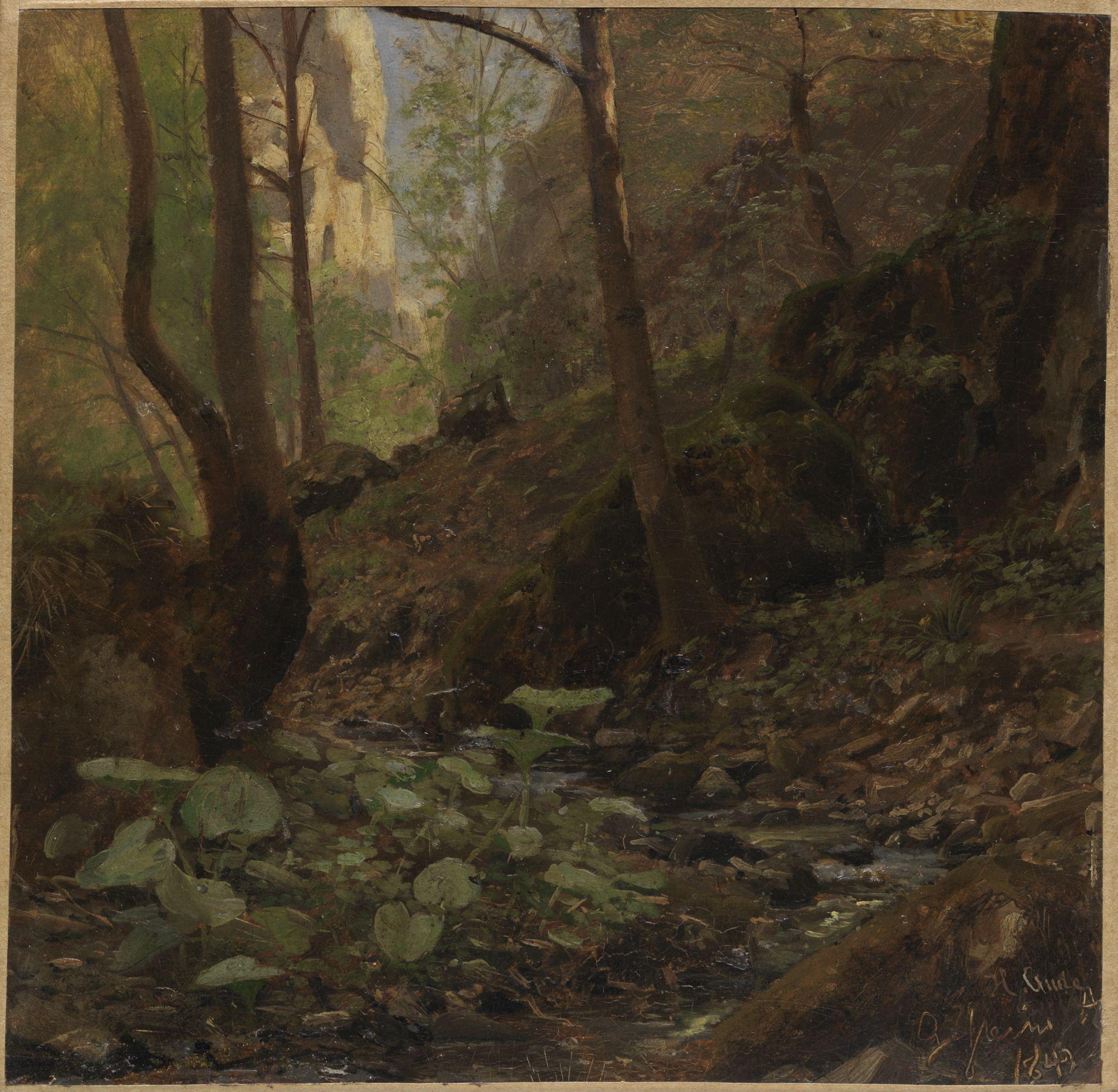
Blick vom Laubach die Düssel aufwärts, links symbolisierend eingefügt die Neanderhöhle (Hans Fredrik Gude)
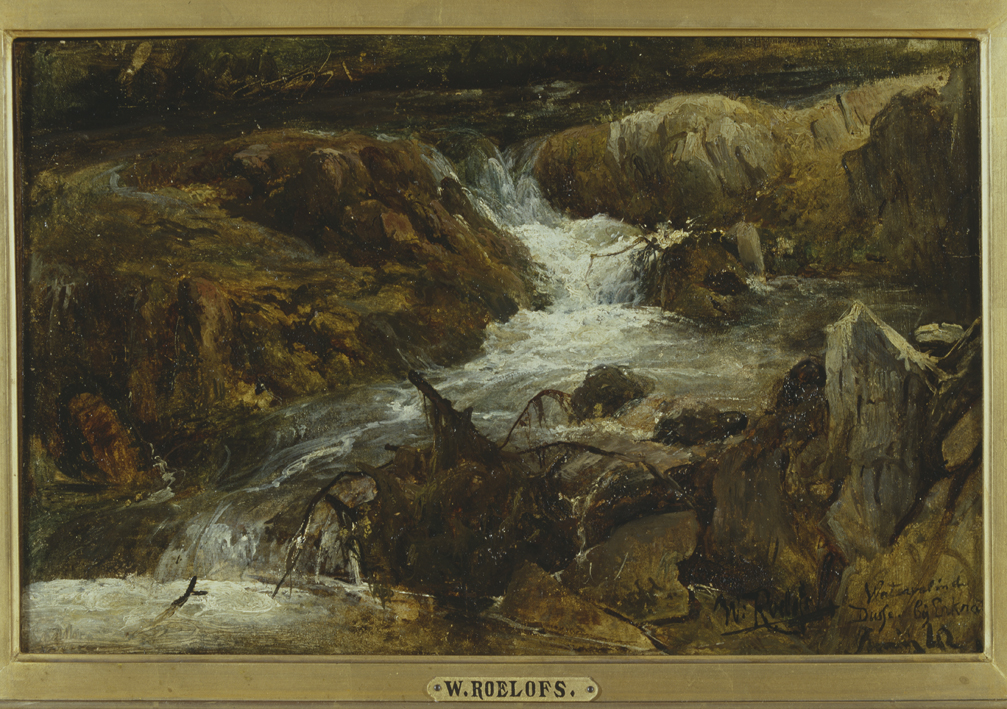
Düsselfall am Ausgang der Schlucht, Detail (Willem Roelofs)
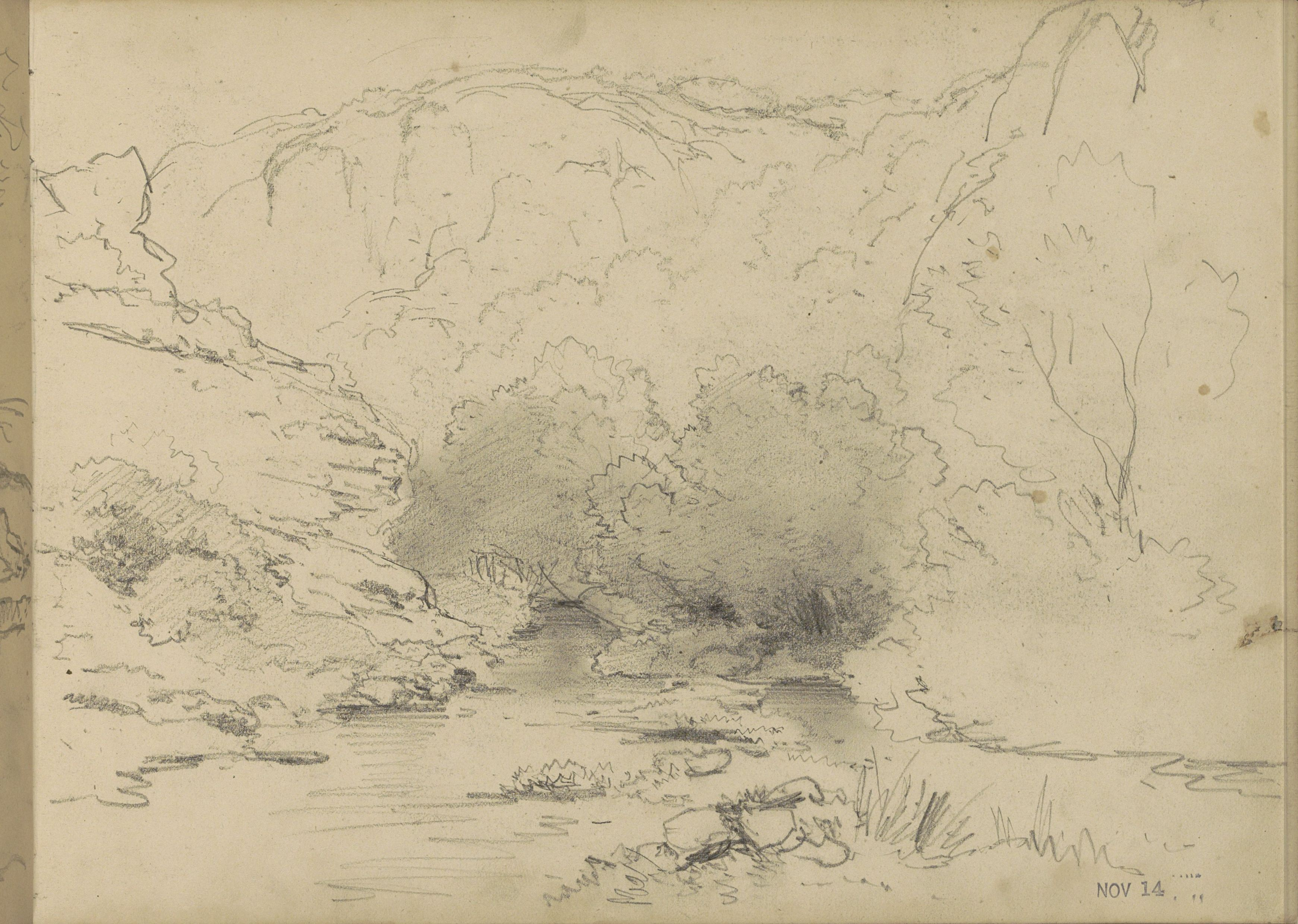
Schluchtausgang von Westen (Willem Roelofs)

Dieser Enge folgte rechts eine erste Talweitung. Hier überkrustete unterhalb der dolinenartigen Wolfsgrube im Oberhang eine Quelle den felsigen Steilhang mit Kalktuff. Nach einem lauten Katarakt der Düssel öffnete sich links eine weitere, sehr steilwandige Einbuchtung mit ebener, vernässter Sohle. In der Wand darüber gab es in etwa 20 Metern Höhe ein begehbares Felsband, auf das sich die große Grotte der Feldhofskirche nach Nordwesten öffnete. Einige Meter weiter westlich gewährte ein waagerechter, gut handbreiter Spalt Einblick in die kleine Grotte, die später als Fundort weltbekannt werden sollte. Etwas weiter wurde die Einbuchtung von einer hohen, oben überhängenden und von Efeu überwucherten Felsmauer nach Nordwesten abgeschlossen.
Diesem Felsenrund gegenüber öffnete sich ebenfalls etwa 20 m über der Düssel trichterartig aufgeweitet das untere, 6 Meter breite Portal der Neanderhöhle, vormals Leuchtenburg genannt. Dieser im Rechtsbogen ansteigende, von Kalksinter überkrustete, ebenmäßige Gang trat nach etwa 30 Metern Länge an der Südwand der Neanderfelsen wieder aus. Wie eine Fortsetzung war dem oberen Portal ein efeuberankter Felsenbogen vorgelagert. Durch ihn erreichte man die Höhle von oben, das heißt vom Hof Kastein her (heute Steinbruch, zuletzt Kalksteinwerk Neandertal GmbH), so auch die Künstler der Düsseldorfer Kunstakademie, wenn sie hier Feste feierten. Über der Höhle ragte als eine von vielen Felsspitzen der Neandersstuhl auf, ein viel besuchter Aussichtspunkt über die Schlucht, der auch wegen des vom gegenüberliegenden Felsenrund laut hierhin reflektierten Rauschens der Düssel faszinierte.
Dann öffnete sich der zentrale Felsenkessel mit ebenem, feuchtem, von einzelnen Bäumen beschattetem Grund. Die Düssel floss hier breit und still dahin. Von rechts mündete die Seitenschlucht des Laubachs ein mit Wasserfällen, die durch eine 10–15 Meter hohe Kalktuff-Terrasse gebildet wurden. In einem älteren Teil der Kalktuffmasse lag nahe der Laubachfälle (s. Liste der Wasserfälle in Deutschland) die Löwen- oder Wolfsschlucht, eine verwinkelte Primärhöhle. Ihr gegenüber auf dem linken, südlichen Ufer lag die Grotte Pferdestall.
Im oberen Laubachtal wurden der recht große und alte Kasteiner Steinbruch mit Kalkofen sowie die Kasteiner Mühle betrieben. Von Kastein führte ein guter Weg hinab bis fast an die Wasserfallkante. Im unteren Teil seiner Schlucht erschien der Laubach durch den Rückstau der langsam wachsenden Kalktuff-Terrasse nahezu als stehendes Gewässer.
Der Felsenkessel wurde überragt von dem Felsturm der Kanzel mit großartigem Ausblick und von weiteren Felsgebilden, darunter einer gut 15 m hohen Felsnadel in den südlichen Wänden. Dort gab es auch einen weiteren, weniger besuchten Felsenbogen, die Hohthalspforte.
Die folgende, letzte und unwegsame Felspassage schloss mit dem niedrigen Düsselfall ab. Er markierte den Ausgang der kaum 600 Meter langen Schlucht. Ab hier war wieder Raum für bewässerte Talwiesen. Nur links setzten sich die schroffen Wände noch 300 Meter weiter fort bis etwa zur Braumüllerschen Brücke von 1820 am Wandererparkplatz, die nach fast genau 200 Jahren durch das Jahrhunderthochwasser 2021 zerstört wurde. Beiderseits des unteren Schluchtausganges waren Steinbrüche in Betrieb und nahe der Brücke mehrere Kalköfen, von denen einer (vermutlich der von Gräfin Hatzfeldt, Kalkum), auch bekannt als Feldhofer Kalkofen, als Ruine erhalten ist.
Die Schlucht besaß nach der Schilderung von Bongard (1835) einen beeindruckenden floristischen und faunistischen Reichtum. Auch wegen der Karstphänomene und ihrer mal wuchtigen, mal pittoresken Felsszenerie war sie eines der herausragenden Naturwunder des nordwestlichen Deutschland.

## Fund des Neandertalers

### Ursprünglicher Fund (1856)

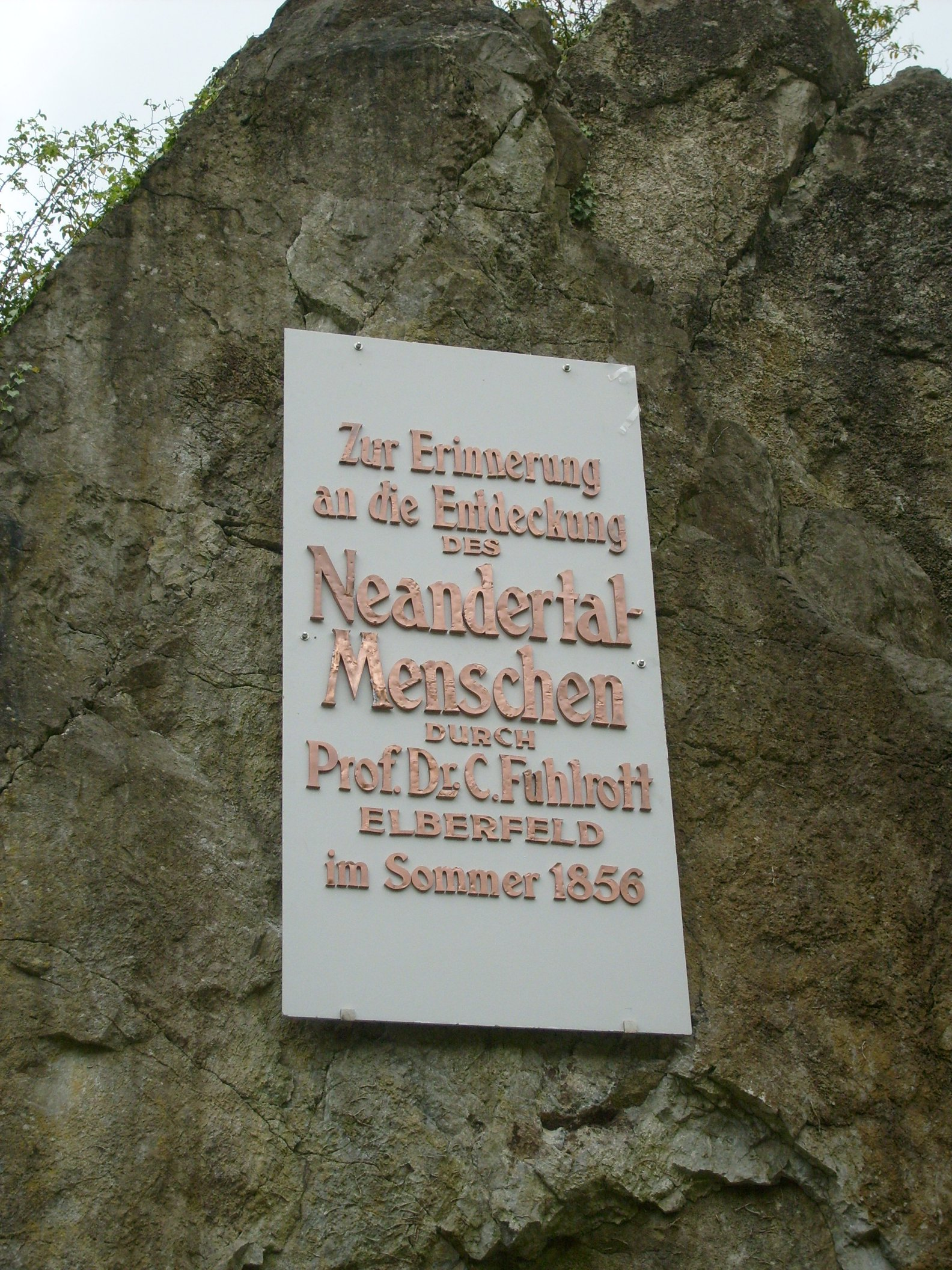
Nahaufnahme der im Jahr 2009 restaurierten Erinnerungstafel am Rabenstein

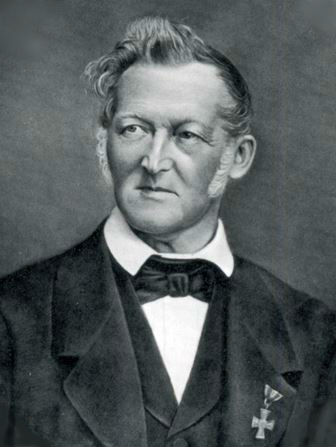
Johann Carl Fuhlrott
(1803–1877)

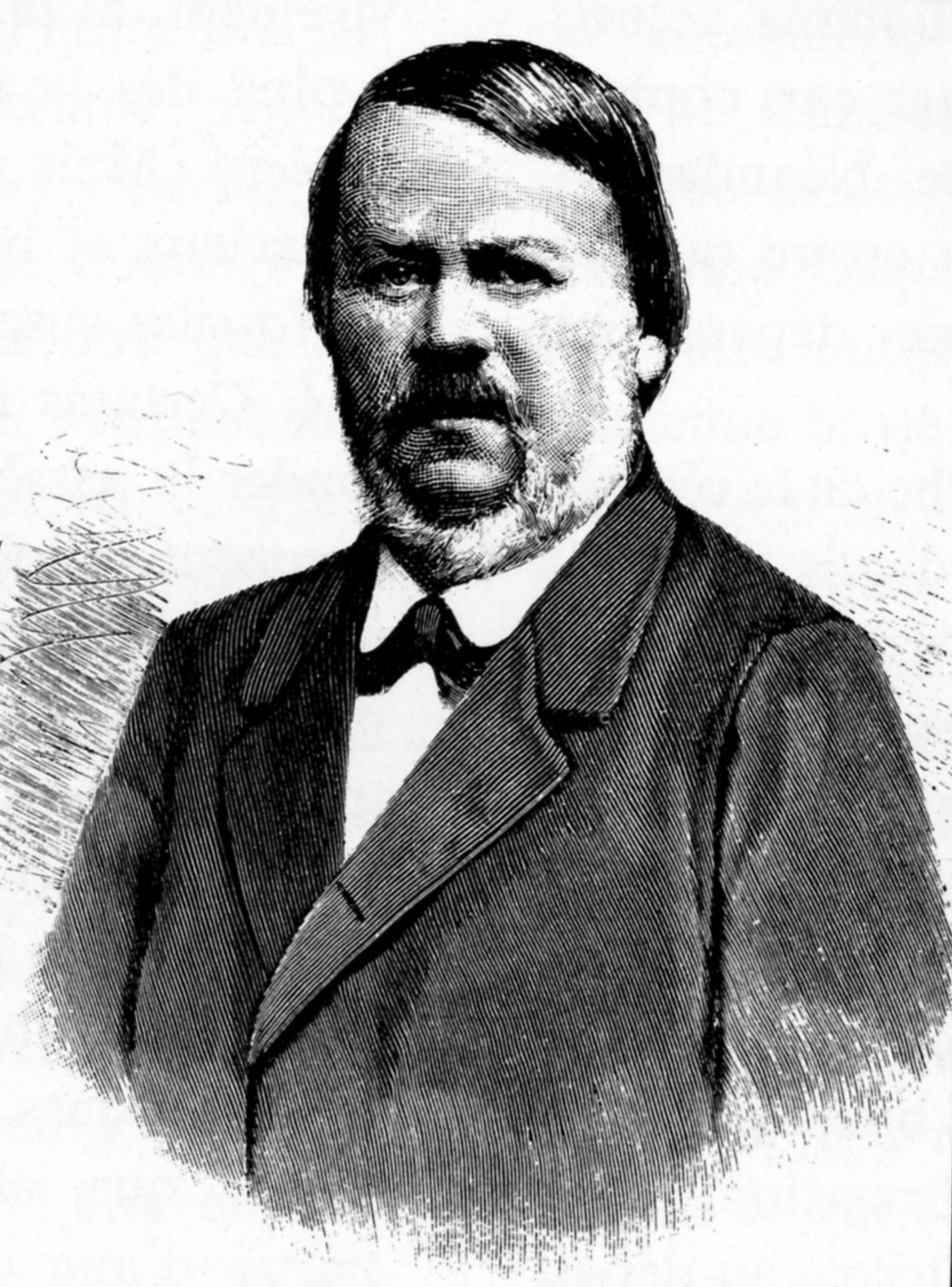
Hermann Schaaffhausen
(1816–1893)

Beim Ausräumen von Höhlenlehm stießen im August 1856 zwei italienische Steinbrucharbeiter an der Kleinen Feldhofer Grotte auf 16 Knochenfragmente. Sie wurden zunächst achtlos weggeworfen; als jedoch ein Teil einer Schädelkalotte aufgefunden wurde, zogen der Eigentümer des Steinbruchs, Friedrich Wilhelm Pieper, und Mitbesitzer Wilhelm Beckershoff, die Bärenknochen vermuteten, den Lehrer und Naturforscher Johann Carl Fuhlrott aus Elberfeld (heute zu Wuppertal) zu Rate. Fuhlrott interpretierte die Knochenreste als Teile eines Skeletts eines Urzeitmenschen. Auch der von Fuhlrott hinzugezogene Bonner Anthropologe Hermann Schaaffhausen ging von einem Urzeitmenschen aus, wollte aber Fuhlrotts These von einem eiszeitlichen Wesen anfangs nicht zustimmen. Insgesamt wurden die Schädelkalotte, beide Oberschenkelknochen, der rechte Oberarm mit Speiche, der linke Oberarm mit Elle, ein Fragment des rechten Schulterblattes, das rechte Schlüsselbein, die linke Beckenhälfte und fünf Rippen geborgen. Das Skelett war vermutlich in der Längenrichtung der Grotte horizontal hingestreckt, mit dem Schädel nach der Mündung gewendet. Aufgrund der fest anklebenden Lehmhülle, die es umgab, wurde das Skelett nicht als solches erkannt und könnte sogar komplett vorhanden gewesen sein. Erstmals wurde der Fund 1857 von Fuhlrott und Schaaffhausen auf der Generalversammlung des Naturhistorischen Vereins der preußischen Rheinlande präsentiert. Fuhlrotts Interpretation wurde jedoch zu seinen Lebzeiten von der Fachwelt nicht anerkannt, ja sogar vehement abgelehnt oder ins Lächerliche gezogen. Gerade vor dem Hintergrund der neu aufkommenden Evolutionstheorie entflammten starke Kontroversen, die die damalige, Georges Cuvier zugeschriebene Lehrmeinung „L’homme fossile n’existe pas!“ (Der fossile Mensch existiert nicht!) in Zweifel stellten. So war der berühmte Arzt und bedeutendste deutsche Pathologe seiner Zeit Rudolf Virchow, der sich die Skelettreste 1872 in Fuhlrotts Abwesenheit hat zeigen lassen, der festen Meinung, nur das Skelett eines kranken Mannes jüngeren Datums vor sich zu haben. Seine Interpretation führte dazu, dass die Forschung in Deutschland über Jahrzehnte zum Erliegen kam. Der britische Forscher und Geologe Charles Lyell hingegen, der von den damals bahnbrechenden Theorien seines Freundes und Kollegen Charles Darwin stark beeinflusst war und 1860 auf Einladung Fuhlrotts das Neandertal besuchte, bezog den Neandertaler mit in seine Arbeiten ein und bestätigte Fuhlrott letztlich.
Wie sich nach späteren Forschungen herausstellte, lebten die Neandertaler im Pleistozän vor circa 130.000 bis 30.000 Jahren. Die Skelettfragmente aus dem Neandertal sind nach neuesten Bestimmungen 42.000 Jahre alt, gehören demnach zu den jüngsten Spuren des Neandertalers in Mitteleuropa. Diese Spezies wurde 1863/1864 von dem britischen Geologen William King nach dem Fundort als Homo neanderthalensis benannt und als Neandertaler weit später ein weltweiter Begriff. Fuhlrott selbst erlebte das nicht mehr, er starb im Jahr 1877, lange vor der endgültigen Anerkennung seiner These. Bereits um 1900 war die Lage der Fundstelle und damit der aus der Höhle heraus geschaufelten Sedimente nicht mehr bekannt. Während der Fund ab dem 19. Jahrhundert Weltruhm erlangte, versank das Neandertal im Schutt der wachsenden Steinbrüche.
Heute ist nicht mehr nachvollziehbar, warum kaum jemand weitere Grabungen und Forschungen angestellt hat, obwohl im Schutt noch weitere Funde zu vermuten waren. Auch die erst 1890 als letzte große Höhle des Gesteins gesprengte Neanderhöhle wurde nie eingehend untersucht. Vermutlich wurden 1895 von dem Düsseldorfer Archäologen Oscar Rautert in einer bereits zerstörten Höhle am nördlichen Düsselufer Skelettreste eines weiteren Neandertalers entdeckt, aber auch hier fand keine eingehende Untersuchung statt. Dieser Fund gilt seit dem Zweiten Weltkrieg als verschollen.

### Weitere Funde (1997–2000)

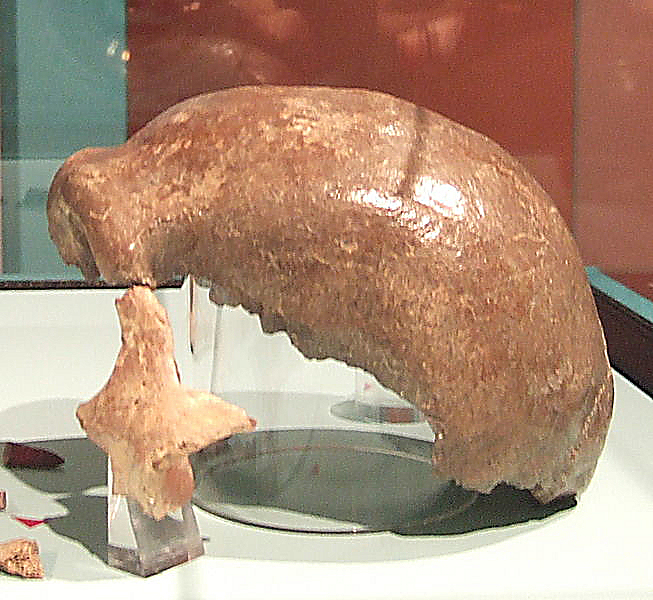
Die Schädelkalotte von 1856 aus dem Neandertal, vorne anliegend das dazu passende Jochbein vom Fund aus dem Jahr 2000 (Rheinisches Landesmuseum Bonn)

Seit 1991 wird der Neandertaler im Rahmen eines Forschungsprojektes in Zusammenarbeit mit dem Rheinischen Landesmuseum Bonn unter der Leitung von Ralf W. Schmitz eingehend unter Verwendung neuester Verfahren neu untersucht.
Früh wurde klar, dass für weitere Forschungen eine erneute Grabung am Originalfundort notwendig war. An der vermuteten Stelle befand sich über Jahrzehnte eine Autoverwertung mit Schrottplatz; sie war im März 1994 geschlossen worden.
Nachdem sämtliche Genehmigungen seitens der Stadt Erkrath, des Kreises Mettmann, der Eigentümerin Rheinisch-Westfälische Kalkwerke (RWK) und anderer Beteiligter vorlagen, fanden Grabungen durch Schmitz und seinen Kollegen Jürgen Thiessen statt. Zunächst wurde unter schwierigen Recherchen versucht, den eigentlichen Fundort zu erfassen. Beim Ausräumen von Höhlenlehm wurden Mitte des 19. Jahrhunderts wahrscheinlich weitere Knochenreste achtlos irgendwo hingeworfen und überdeckt. Im Rahmen einer Grabung des Rheinischen Amtes für Bodendenkmalpflege 1997 gelang es beiden Forschern, die Sedimente der Kleinen Feldhofer Grotte, des mutmaßlichen Fundorts von 1856, und die der benachbarten Höhle Feldhofer Kirche wiederzuentdecken.
Bei dieser und vor allem bei weiteren Grabungen 1999 und 2000 wurden spektakuläre Funde gemacht. Neben 25.000 Jahre alten Steingeräten der jüngeren Cro-Magnon-Menschen des Jungpaläolithikums und denen der Neandertaler aus der Zeit vor 42.000 Jahren wurden etwa 70 menschliche Knochenfragmente zwei Meter unter der Erdoberfläche gefunden. Hierbei wurde festgestellt, dass drei dieser Fragmente, unter anderem ein Jochbein und ein Stück des Oberschenkelknochens, sich direkt an den Knochenfund von 1856 ansetzen lassen, es sich also um Teile des Urfundes handelt. Zudem wurden Fragmente eines zweiten, bis dahin unbekannten Neandertalers und ein ausgefallener Milchzahn eines Neandertalerkindes entdeckt. Diese Funde fanden weltweite Beachtung und ließen das Neandertal wieder überregional ins Gespräch kommen.
Diese Skelettteile sind nach wie vor Bestandteil intensiver Forschungen. Der Fundbereich ⊙ wurde für mindestens 50 Jahre geschlossen und versiegelt, aber der Öffentlichkeit durch einen als Zeitstrahl eingerichteten gesicherten Wanderweg vom Museum aus zugänglich gemacht.
Neben den Funden aus dem Pleistozän fanden sich auch zahllose Artefakte, wie Werkzeugreste, Schwellennägel, Schrauben aus der frühen Kalksteinabbauzeit oder Weinkrugscherben, vermutlich von Festen der Düsseldorfer Malerschule.
Hinter der Fundstelle befindet sich ein nicht zugänglicher und nicht einsehbarer Reststeinbruch, der anfangs von einem Fraunhofer-Institut und später als Außenstelle des Botanischen Instituts der Universität Düsseldorf zu Forschungen genutzt wurde. ⊙ Er wird heute zumeist Fraunhofer-Bruch genannt und ist im Herbst und Winter bei entlaubten Bäumen sehr gut von den Regiobahnzügen aus zu erkennen. Seit 1993 sind 5,34 Hektar davon als Naturschutzgebiet „Fraunhofer Steinbruch“ ausgewiesen. 1997 wurde der Bereich westlich davon, sowie ein jeweils kleiner Streifen südlich und nördlich als Naturschutzgebiet „Westliches Neandertal“ (34,23 Hektar) ausgewiesen. ⊙ Der Fundort selbst liegt im 1984 ausgewiesenen Landschaftsschutzgebiet „Täler von Düssel und Mettmanner Bach“ (629,80 Hektar).

## Naturschutzgebiet Neandertal

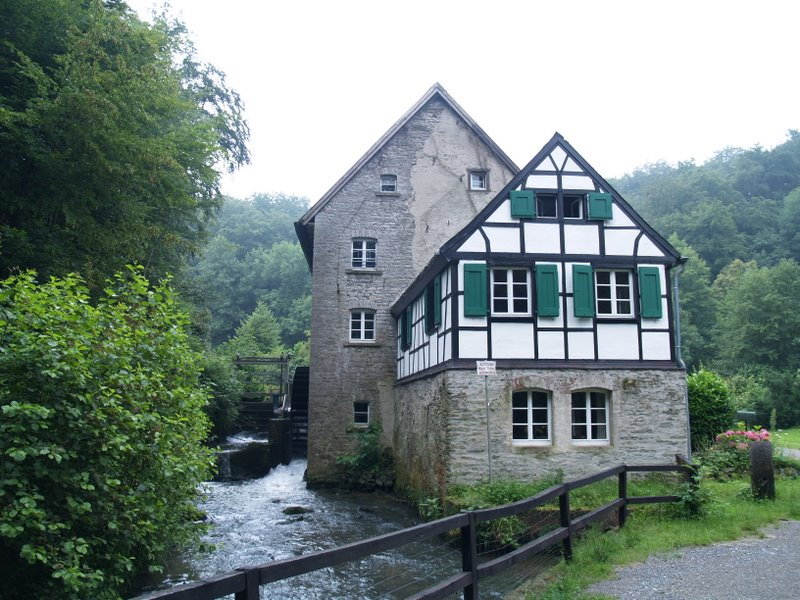
Winkelsmühle

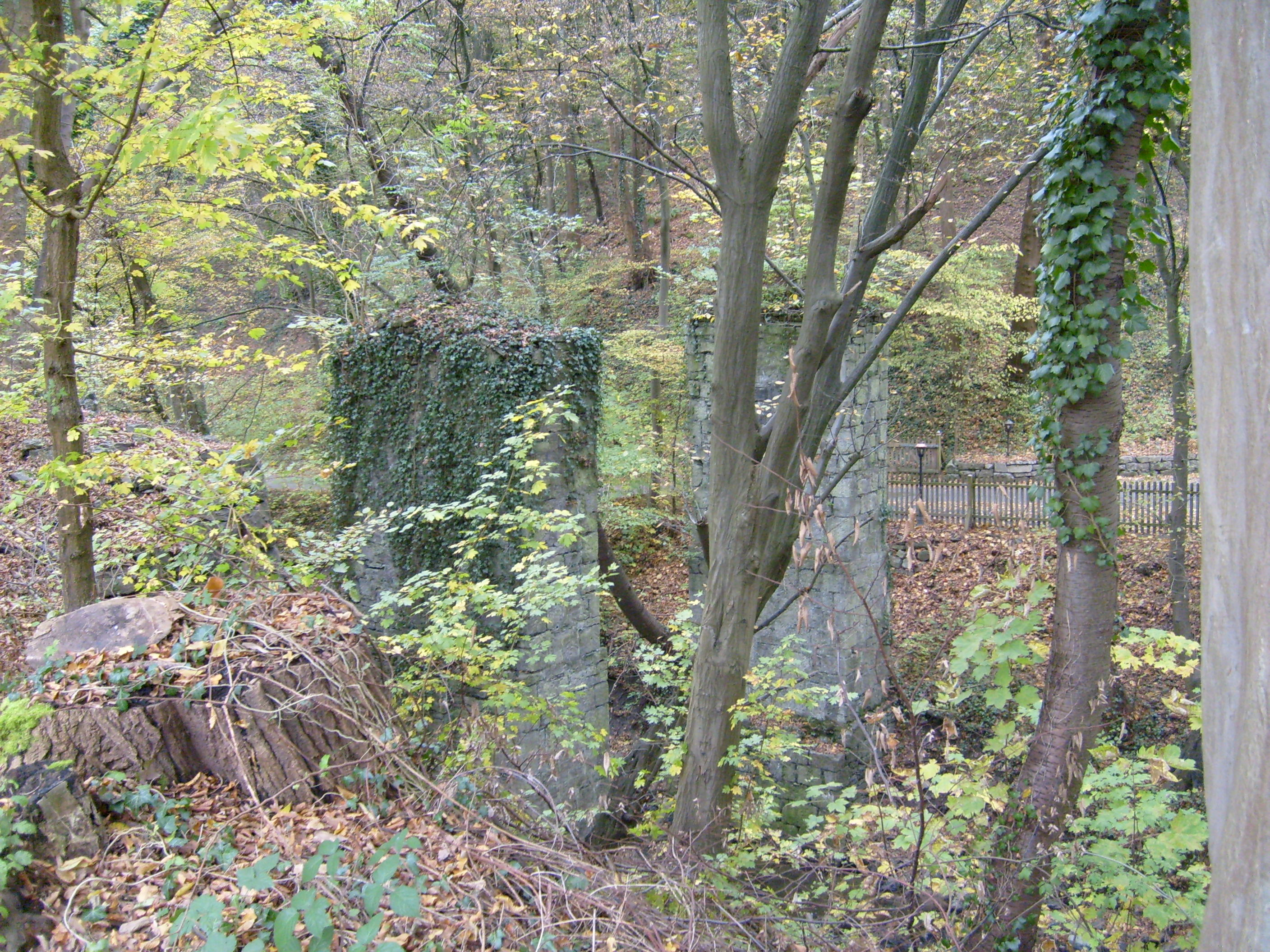
Pfeiler der ehemaligen Lorenbahn unmittelbar am Rabenstein

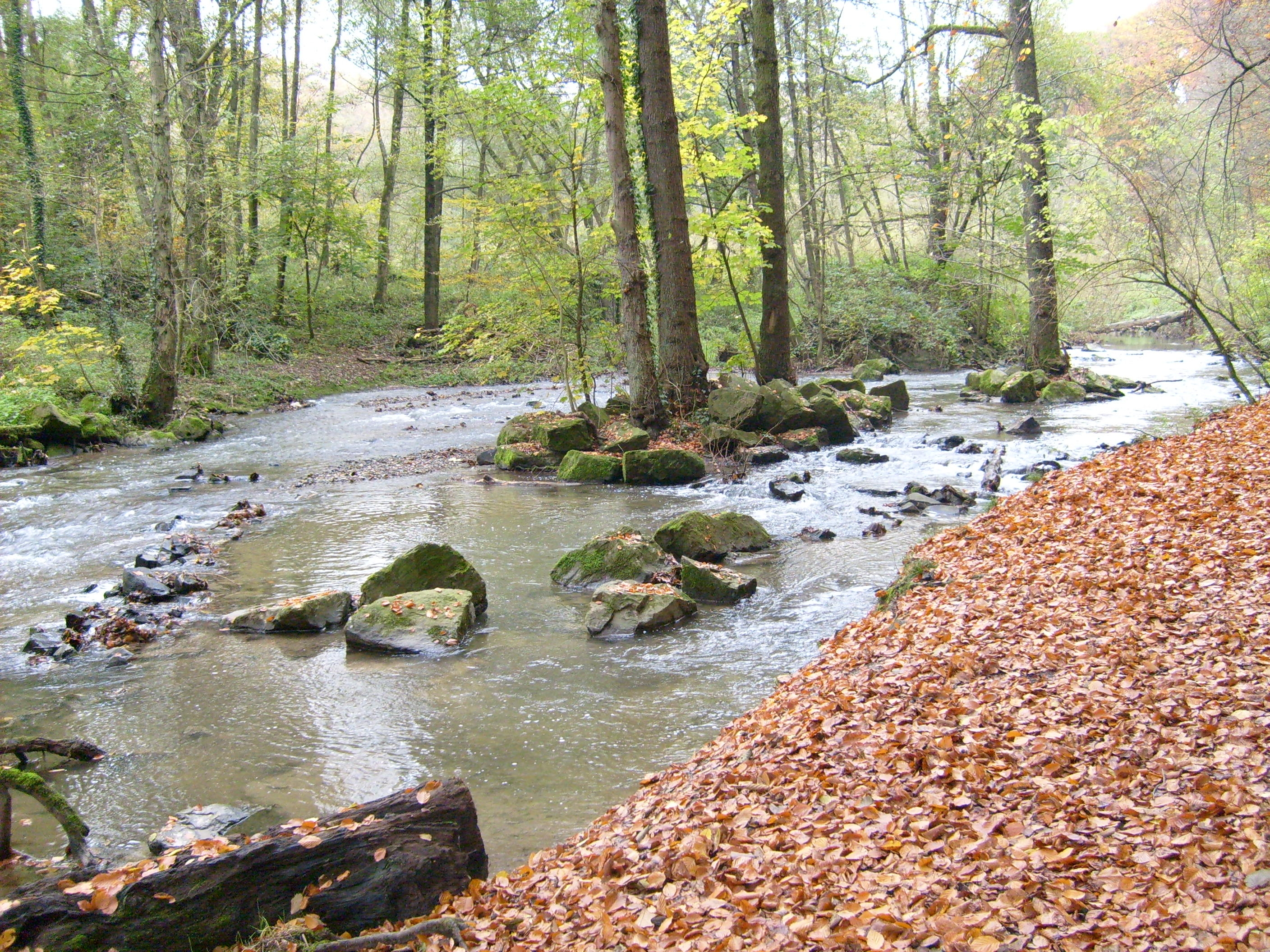
Die Düssel im Herbst

Das Naturschutzgebiet Neandertal umfasst ein Gebiet, das neben dem eigentlichen Tal der Düssel auch ein größeres Umfeld einbezieht, das nicht gänzlich zum eigentlichen Neandertal gehört. Damit erreicht es eine Fläche von 223,19 Hektar. ⊙
Nachdem von der ursprünglichen Schönheit des Gesteins und der Düsselklamm kaum noch etwas zu erahnen und das Tal durch den industriellen Kalksteinabbau stellenweise bis zu 350 Meter breit war, wurden am 9. August 1921 weite Teile des Tales unter Schutz gestellt. Dies gelang aufgrund der Initiative des am 28. November 1920 von Bürgern der damaligen Gemeinden Erkrath, Mettmann und Gruiten sowie der Städte Düsseldorf und Elberfeld gegründeten Naturschutzvereins Neandertal e. V. Dieses Komitee machte es sich zur Aufgabe, nicht nur die wenigen Reste des Tales zu schützen, sondern die Funde auch der Nachwelt zu erhalten, und regte die Einrichtung eines Museums an, welches am 3. März 1938 eröffnet werden konnte. Dringlich wurde die Schutzstellung vor allem wegen Planungen, große Teile des verbliebenen Waldbestandes abzuholzen, da es in der Zeit der französischen Besetzung des Rheinlands durch Reparationsleistungen zu einer Brennmittelknappheit kam. So wurde das Neandertal das zweite Naturschutzgebiet Preußens, nach dem 1920 unter Schutz gestellten Hönnetal und vor der Lüneburger Heide und dem Siebengebirge. 1945 schritt der Kalksteinabbau aus dem Düsseltal heraus nach Norden fort, wo er 2022 endgültig beendet wurde. Damit begann eine Rückeroberung großer Teile des Areals durch die Tier- und Pflanzenwelt.
Eine rechtliche Aufwertung des Naturschutzgebiets (NSG) ergab sich zu Ende des 20. Jahrhunderts durch die Ausweisung des Tals als Natura-2000-Gebiet. Auf Grund der geltenden Fauna-Flora-Habitat-Richtlinie gilt für das Naturschutzgebiet Neandertal ein strenges Schutzsystem, das alle Maßnahmen (Nutzungen) verbietet, die zu Schädigungen am Schutzgut führen könnten. Die Naherholungsnutzung ist sinngemäß nach § 23 Bundesnaturschutzgesetz nur erlaubt, wenn sie mit dem Schutzzweck zu vereinbaren ist. Der Schutzzweck wird in der Schutzgebietsausweisung der Kreisverwaltung Mettmann definiert. So ist zum Beispiel das Verlassen von Wegen verboten und das Anleinen von Hunden zwingend vorgeschrieben.
Seit dem Neubau des Museums, der wesentlich gestiegene Besucherzahlen mit sich brachte, der Begehbarmachung und Restaurierung des wiederentdeckten Fundortes und der Entfernung der Autoverwertung verstärken sich die Spannungen zwischen Naturschutz und Nutzung im Neandertal. Obwohl das Neandertal seit seiner Ausweisung als Naturschutzgebiet als Vorranggebiet für den Naturschutz gilt, wurde seit den 1990er Jahren parallel die Naherholungsinfrastruktur ausgebaut. Die Verlagerung des Museums aus dem Naturschutzgebiet heraus sollte ursprünglich eine Entlastung des Tales bewirken. Da der Bau des neuen Museums aber in unmittelbarer Nähe zum Naturschutzgebiet errichtet und das alte Museumsgebäude, anders als ursprünglich geplant, nicht beseitigt wurde, verschärften sich die Probleme. Das ehemalige Museum wurde nach vorübergehender Nutzung als Magazin als Nebenstandort des Museums reaktiviert, in dem vielerlei Nutzungen (zum Beispiel eine Steinzeitwerkstatt für Kinder und Workshops) stattfinden.
Obwohl sich Maßnahmen des Artenschutzes im Neandertal kaum umsetzen lassen, da sie eine Einschränkung der Naherholungsnutzung zur Vorbedingung hätten, sind an weniger zugänglichen Standorten Relikte der von Bongard bereits 1835 beschriebenen Artenvielfalt erhalten geblieben. Viele der von Bongard und einigen Botanikern noch im 19. Jahrhundert beschriebenen Pflanzenarten, wie das Weiße und Langblättrige Waldvöglein, das wilde Silberblatt oder der Quirl-Weißwurz, existieren im Neandertal nicht mehr; andere auf der roten Liste aufgelistete Pflanzenarten wurden bei Untersuchungen 1987 wiederentdeckt. Als Beispiele sind zu nennen der Hirschzungenfarn (im Neandertal existieren vermutlich die größten Vorkommen im nördlichen Rheinland) und der Milzfarn, der jahrzehntelang verschwunden war und nun wieder in wenigen Exemplaren am nördlichsten rheinischen Standort gefunden wurde. An den Kalksteinwänden siedeln sich seltene Moose an, auch verschiedene Pilzarten, wie die seltene Erdzunge, haben wieder eine Heimstatt gefunden. Heute existieren im Neandertal verschiedene Waldgesellschaften, die je nach Bodenbeschaffenheit, Exposition und Feuchtegrad variieren. Am alten Museum finden sich Eichen-Birken-Wälder, am Düsselhang zum Wildgehege hin überwiegend Birken. Die am weitesten verbreitete Waldgesellschaft ist der Hainsimsen-Buchenwald, aber auch kleine Rotbuchenbestände sind vorhanden. In schattigen, nicht zu steilen Lagen gedeiht eine üppige Farnvegetation. In feuchten Mulden an der Düssel wächst auch die Pestwurz. Eisvogel (Alcedo atthis), Wasseramsel (Cinclus cinclus), Ringelnatter (Natrix natrix) und Zauneidechse (Lacerta agilis) sind gelegentlich noch zu beobachten. Der Erforschung der Lebensstätten und Förderung dieser Arten widmen sich vor allem die im Raum des Neandertals tätigen Naturschutzorganisationen. Trotz der Ausweisung des Neandertales als Naturschutzgebiet ist es nicht zu verhindern gewesen, dass in den 1990er Jahren hier die letzte Population der Geburtshelferkröte (Alytes obstetricans) ausgestorben ist.

## Neanderthal Museum, Kunstweg und Eiszeitliches Wildgehege

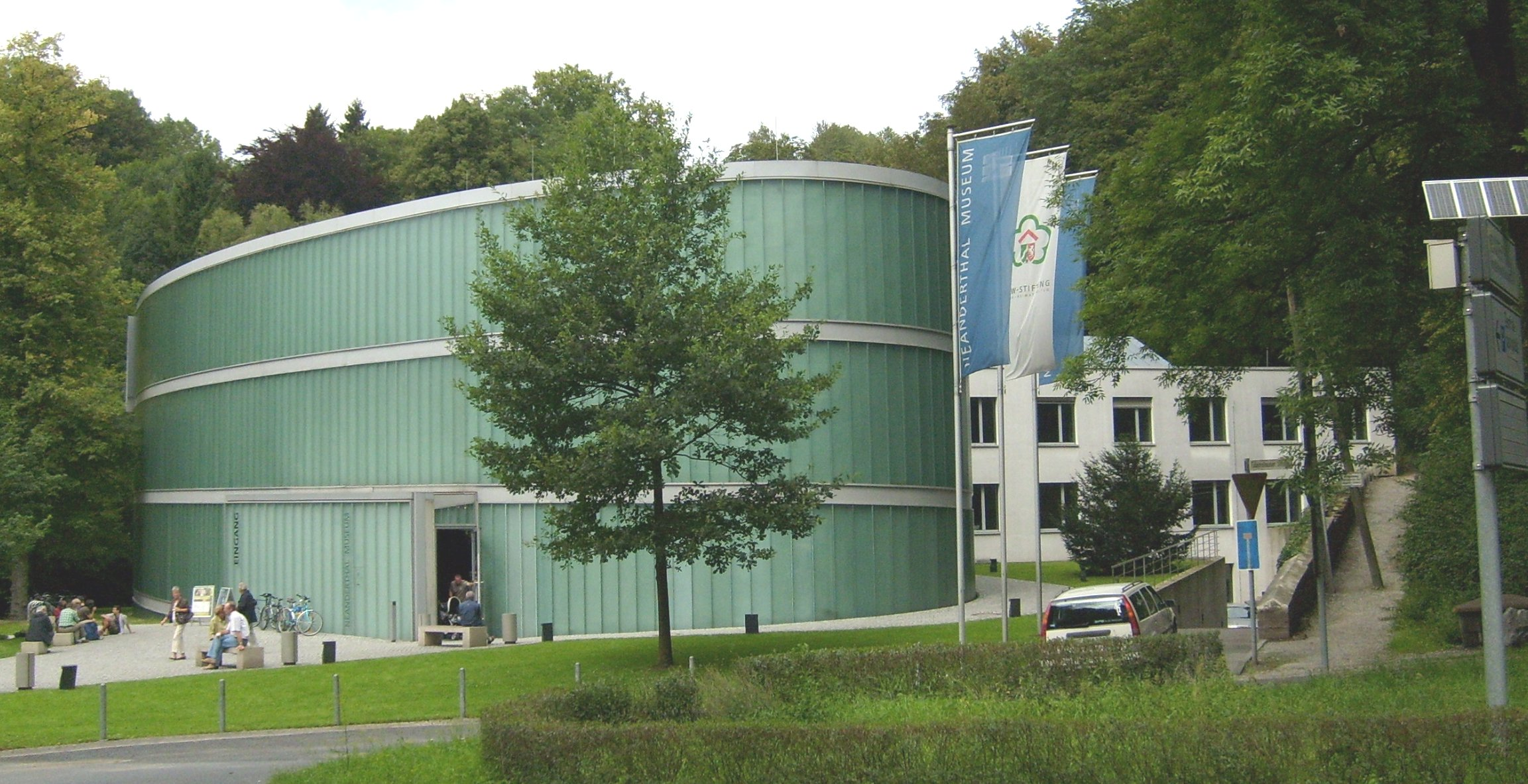
Das neue Neanderthal Museum

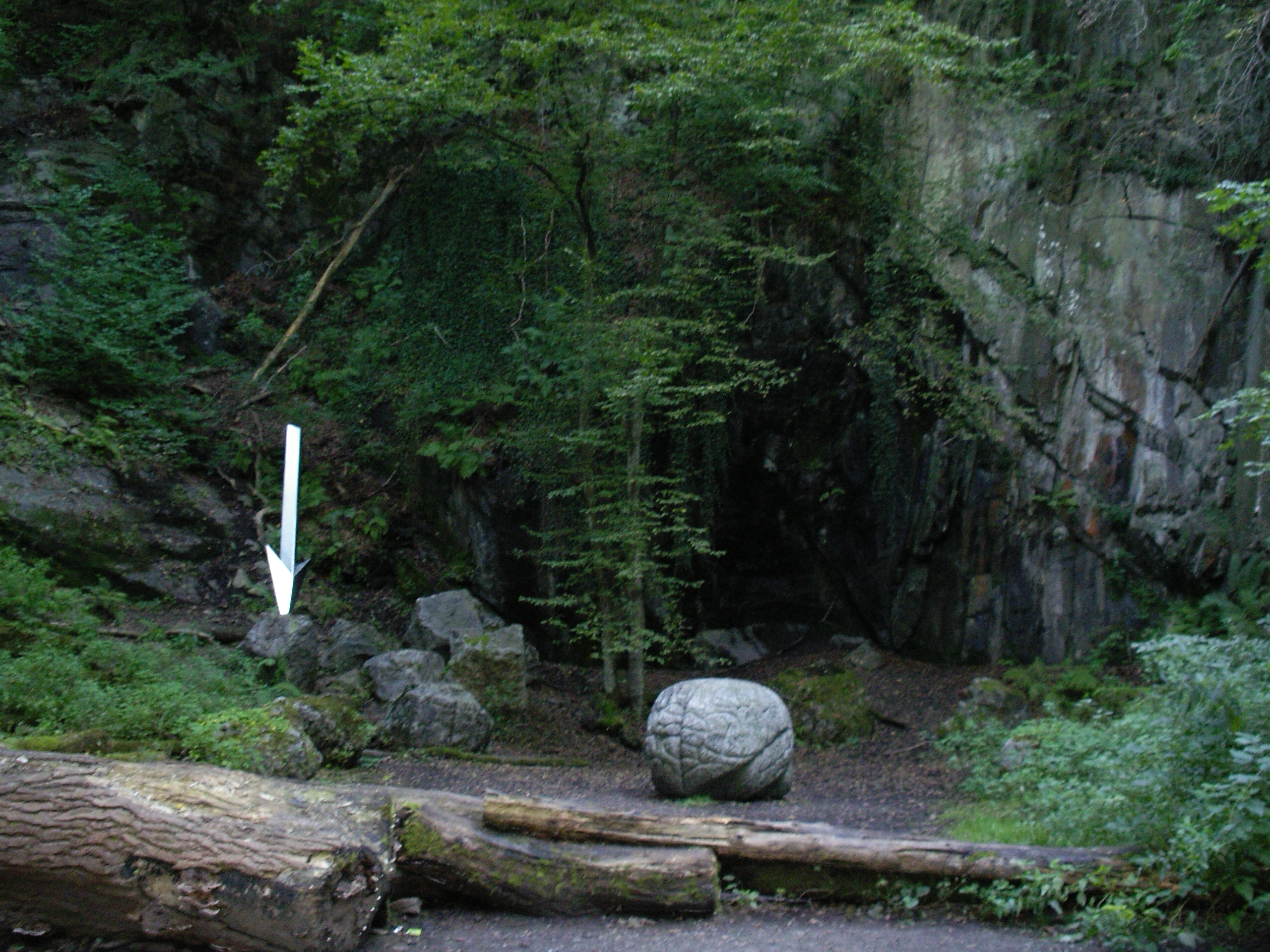
Kunstweg Menschenspuren
(Memoria Mundi)

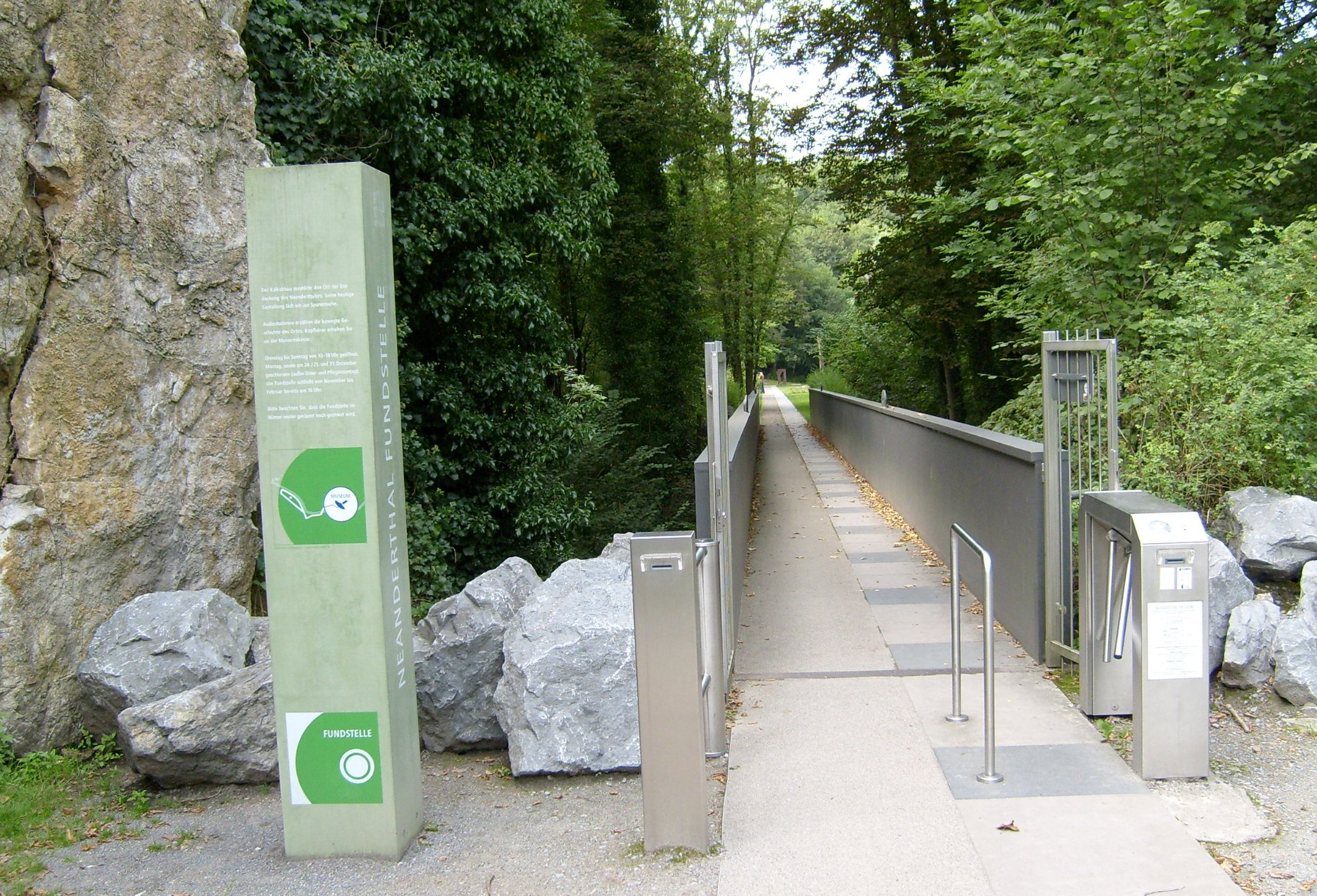
Zugang zur Fundstelle – Links der Rabenstein

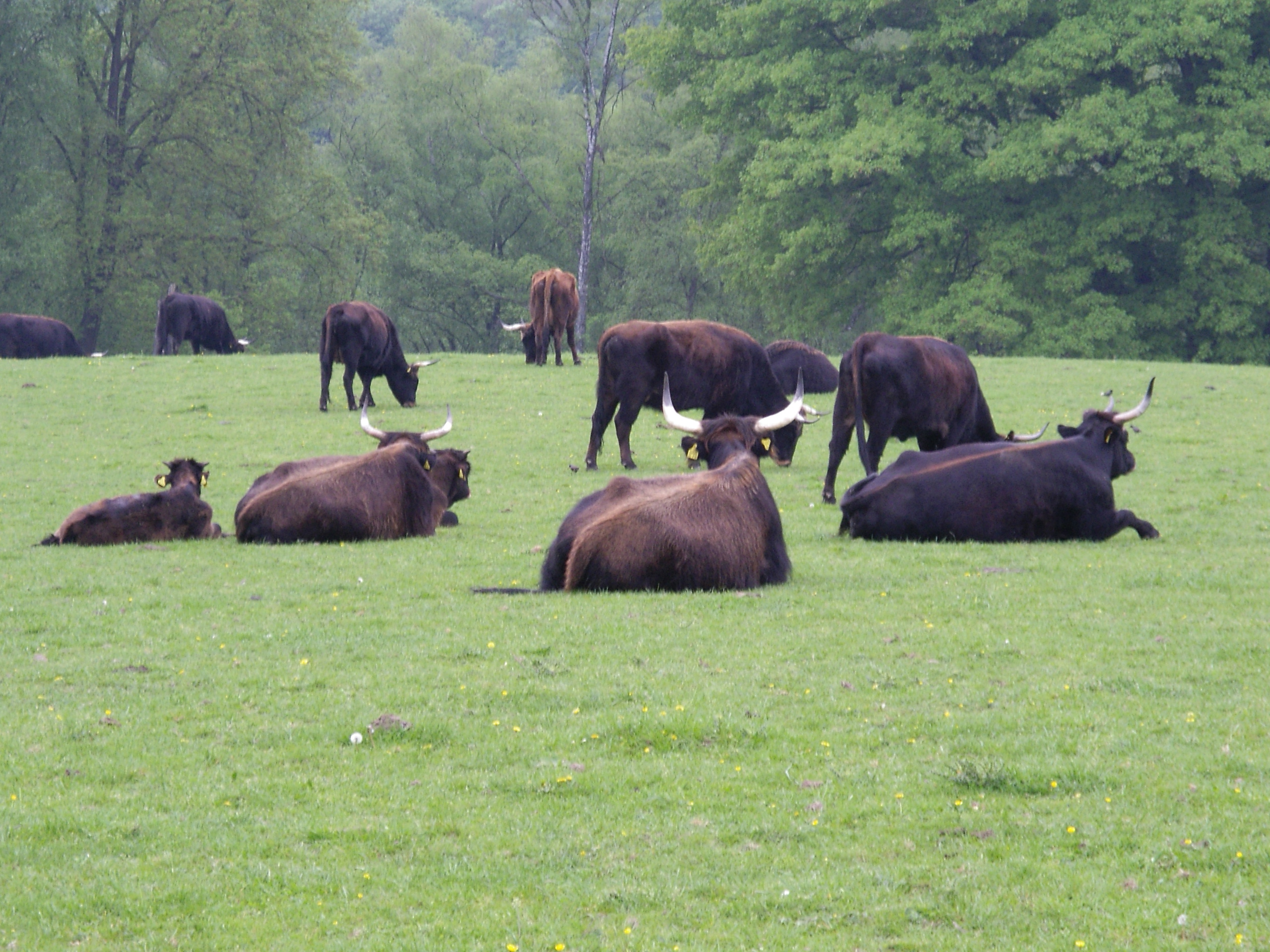
Heckrinder im Wildgehege

Das neue Neanderthal Museum beschäftigt sich vorrangig mit der Darstellung der Entwicklungsgeschichte des Neandertalers und des Menschen. Es ist durch seine Konzeption und Art der Präsentation mittlerweile weltbekannt und wird stark frequentiert. Zu den insgesamt 170.000 Besuchern jährlich gehören auch viele Schulklassen. Eine Ausstellung zeigt den langen Weg der Menschheit aus den Savannen in die Großstadt. Das Museum arbeitet mit modernen Audiosystemen, die auch auf dem Weg zum Fundort genutzt werden können, und mit multimedialen Inszenierungen. Aber auch klassische Medien wie Exponate und Lesetexte sind Bestandteil der Ausstellungen. Einen Schwerpunkt bilden natürlich die Neandertaler, deren lebensechte Figuren auf der Basis von Original-Schädelfunden mit wissenschaftlichen Verfahren rekonstruiert wurden. Die Originale der aufgefundenen Skelettreste befinden sich jedoch nicht im Neanderthal-Museum, sondern im Rheinischen Landesmuseum in Bonn, wohin sie Fuhlrotts Erben nach dessen Tod 1877 auf Vermittlung Schaaffhausens veräußerten. Regelmäßig finden auch Ausstellungen, Informationsmöglichkeiten, Seminare und Workshops zu anderen themennahen Gebieten, wie beispielsweise dem Mann vom Tisenjoch (bekannt als Ötzi) oder der Himmelsscheibe von Nebra, statt.
Das neue Museum, getragen von der Stiftung Neanderthal-Museum, wurde am 10. Oktober 1996 an zentraler Stelle direkt an der Landstraße L357 zwischen Erkrath und Mettmann vom Bundespräsidenten Roman Herzog und dem Ministerpräsidenten des Landes Nordrhein-Westfalen Johannes Rau eröffnet. Es ersetzte das sich im Wald befindende alte Museumsgebäude aus dem Jahre 1938, in dem sich seitdem die Steinzeitwerkstatt befindet. Des Weiteren wurde der Kunstweg MenschenSpuren, ein Skulpturenweg mit Werken von 11 Künstlern an den Wanderwegen im Neandertal eingerichtet. Er nimmt sich des Spannungsfeldes Mensch–Natur an.
Der Fundort hinter dem Rabenstein, der durch Grabungen Ende der 1990er Jahre wiederentdeckt wurde, ist inzwischen begehbar und kann beim Museumsbesuch besichtigt werden. Der wenige hundert Meter lange Fußweg vom Museum zum Fundgelände, zum Teil an der Düssel entlang, wurde als Zeitstrahl eingerichtet, auf dem die Entwicklung des Lebens von seinen Anfängen bis zur Gegenwart dargestellt wird.
Das Eiszeitliche Wildgehege Neandertal ist ein 1935 eingerichtetes, circa 23 Hektar großes Wildgehege. Nach anfänglichem Wachstum des Bestands (1940 bereits 40 Tiere) war es nach Kriegsende infolge von Wilddiebereien, vernässten Weiden und Leberbefall ohne Besatz. 1951 wurden Heckrinder aus dem Wuppertaler Zoo eingesetzt, später kamen die Wisente, Heckpferde und Damhirsche hinzu. Die heute im Wildgehege lebenden Tiere sind Heckrinder, Heckpferde und Wisente. Optisch ähnliche Tierarten lebten hier auch zur Zeit des Neandertalers und waren seine Jagdbeute, wobei Heckrind und Heckpferd Nutztiere sind, welche jeweils ihre ausgerotteten Wildformen vertreten sollen. Da das Wildgehege im Naturschutzgebiet Neandertal liegt, können weitere freilebende Tiere wie Graureiher, Baumfalken, Siebenschläfer und andere ebenfalls beobachtet werden.
Die Spazierwege rund um das Wildgehege stehen ganzjährig kostenlos zur Verfügung. Ein gut eine Stunde langer Rundweg, teils entlang der Düssel, führt am Gehege vorbei zur Steinzeitwerkstatt in der Nähe des Neanderthal Museums. Das Wildgehege wird vom Zweckverband Wildgehege Neandertal betreut, einem Zusammenschluss der umliegenden Städte Düsseldorf, Wuppertal, Erkrath, Mettmann und Haan, sowie des Kreises Mettmann und des Naturschutzvereins Neandertal.

## Bahnhof Neanderthal

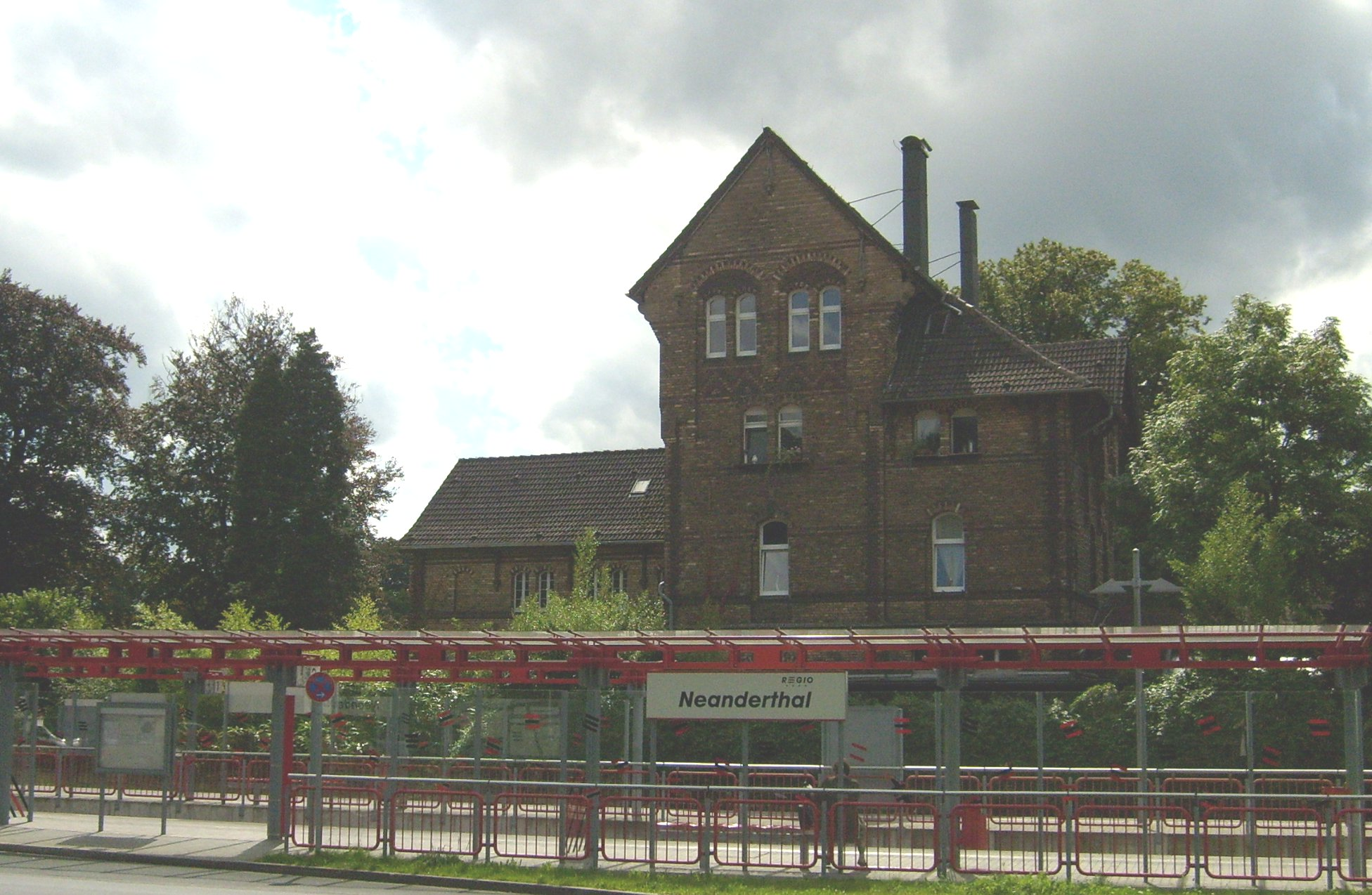
Bahnhof Neanderthal

Oberhalb des Neanderthal-Museums befindet sich das sehenswerte ehemalige Bahnhofsgebäude der 1879 von der Rheinischen Eisenbahn-Gesellschaft eröffneten Bahnstrecke Düsseldorf-Derendorf–Dortmund Süd am Regiobahn-Haltepunkt Neanderthal, mittlerweile in Privatbesitz. Diese Strecke wurde in neuerer Zeit bis in die 1990er Jahre nur durch Schienenbusse der Bahn und Güterzüge des nahegelegenen Mannesmann-Kalkwerkes genutzt. Nach umfangreichen Umbau- und Modernisierungsmaßnahmen vieler Haltepunkte der Strecke verkehrt hier seit 1999 die gut frequentierte Regiobahn S 28 auf der Strecke Kaarster See – Neuss Hbf – Düsseldorf Hbf – Erkrath Nord – Mettmann, Stadtwald (seit 2020 weiter bis Wuppertal). Dadurch ist das Neandertal vom Düsseldorfer Hauptbahnhof aus in 15 Minuten zu erreichen.
Der Bahnhof Neanderthal wird trotz der Rechtschreibreform von 1901 weiterhin mit „h“ geschrieben. Vermutlich insbesondere, weil es das in unmittelbarer Nähe des Bahnhofs gelegene Neanderthal-Museum ebenso enthält, da der 1856 entdeckte Neandertaler zwar im Duden mit der Rechtschreibreform sein „h“ verlor (dort zum Neandertaler wurde), es in seinem wissenschaftlichen Namen Homo neanderthalensis jedoch behielt.

## Sonstiges

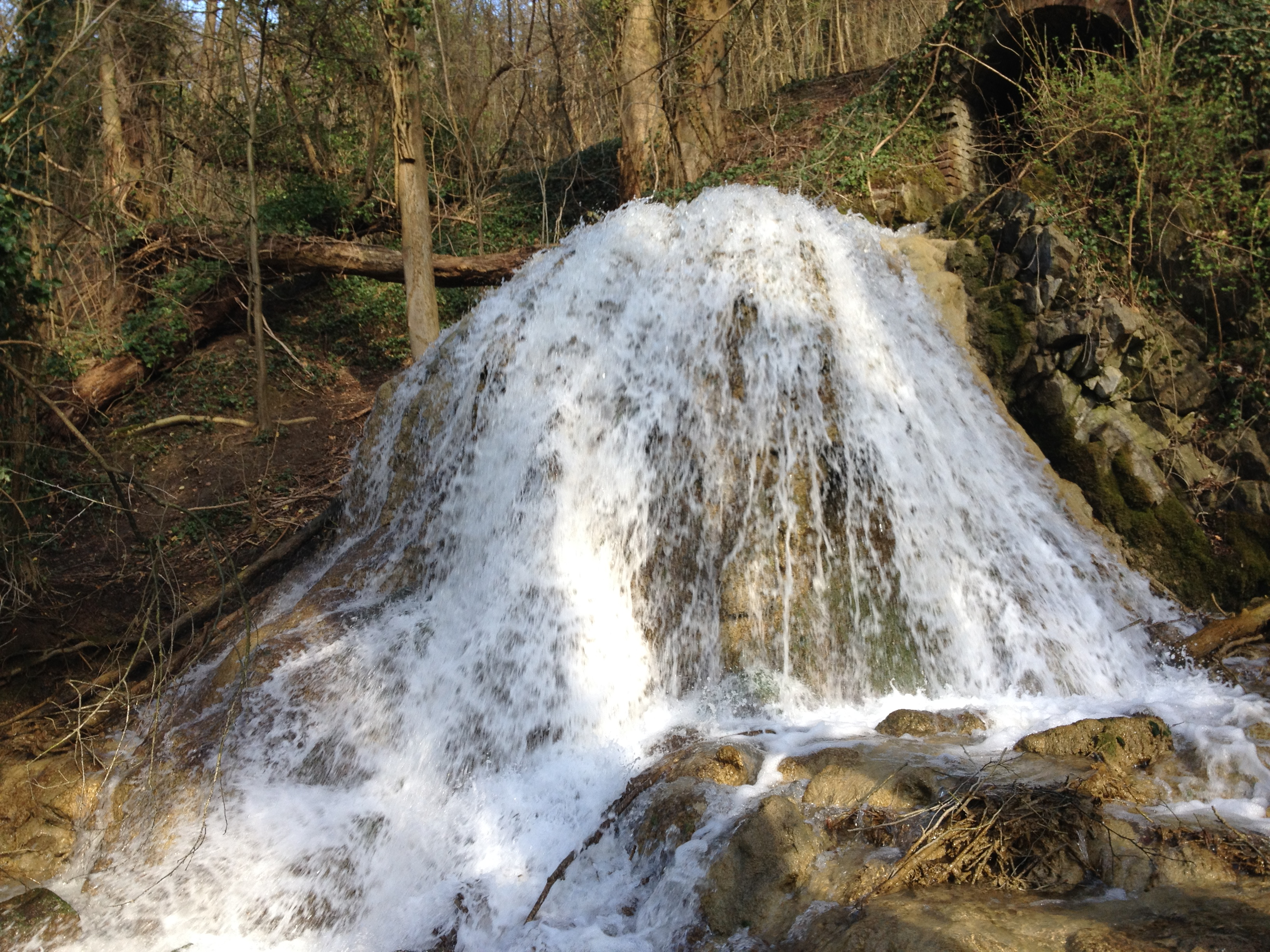
Heutiger Wasserfall des Laubachs

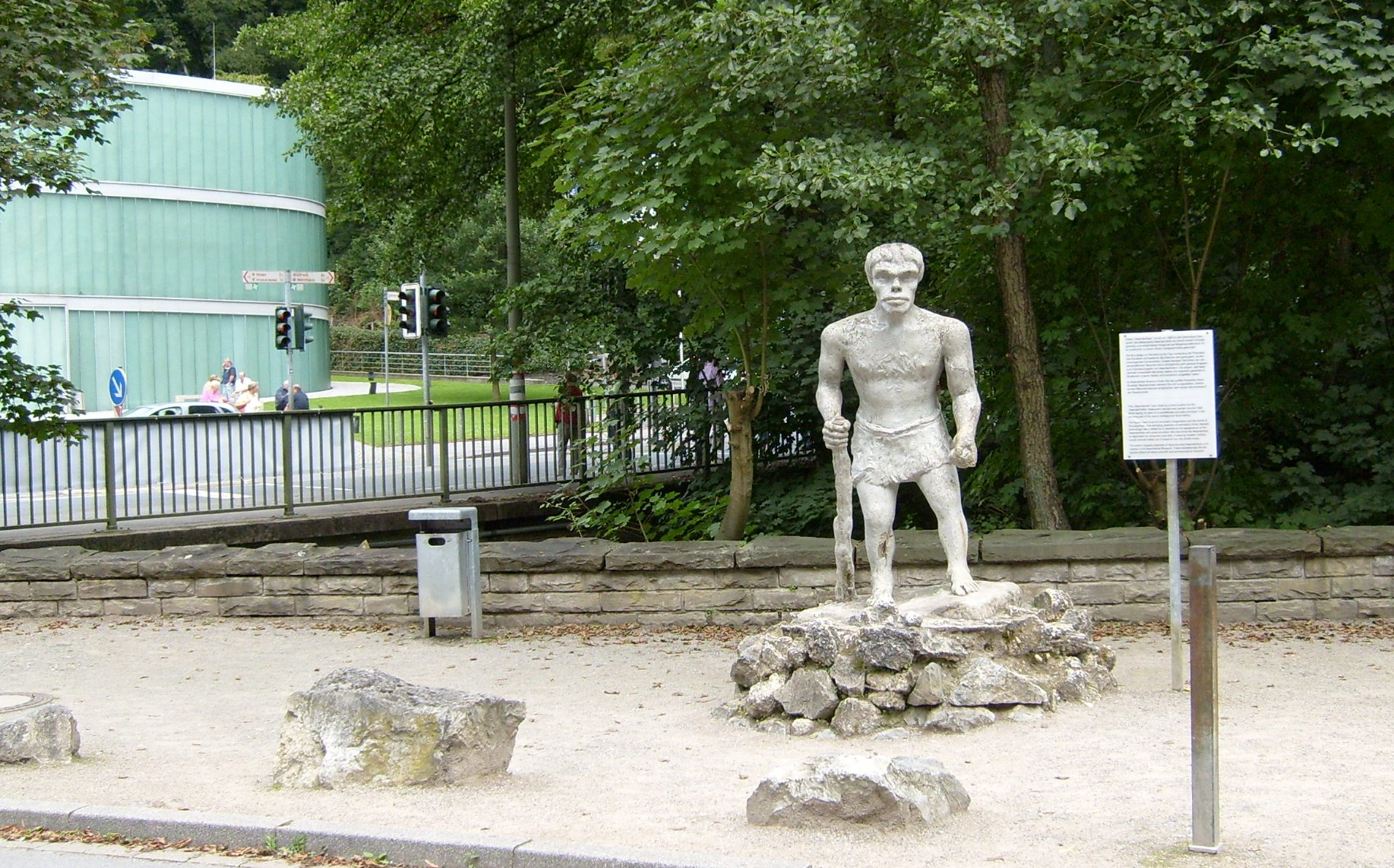
Neanderthalerstandbild, erschaffen 1928 für das Restaurant „Neanderhöhle“ (Standort von 2007)

Der Name des Neandertals hat in der näheren Umgebung vielfach Verwendung gefunden. Der NRW-Lokalsender der Region nennt sich Radio Neandertal. Daneben gibt es eine Neandertalpassage in Mettmann und das Gymnasium Am Neandertal in Erkrath. Bis Mitte der 1990er Jahre war die touristische Infrastruktur des Neandertals gering entwickelt. Das Tal war überwiegend ein Tagesausflugsziel von Wanderern, etwa auf dem Neandertalweg des Sauerländischen Gebirgsvereins. Lediglich das alte, relativ kleine Museum mit circa 50.000 Besuchern im Jahr (1986) befasste sich mit der paläontologischen Thematik, der eigentliche Fundort war aber längst in Vergessenheit geraten. Die jahrzehntelange Nutzung des – damals nur mutmaßlichen – Bereichs als Schrottplatz illustriert das lange Zeit eher geringe Interesse an einer Aufarbeitung des Fundes oder sonstiger weiterer Forschung an der Fundstelle. Erst seit der Neueröffnung des neuen Neanderthal-Museums, der Neugestaltung der wiedergefundenen Fundstelle, der vermehrten Berichterstattung auch in überregionalen Medien, sowie dem aufkommenden Interesse an der Thematik rückte das Tal wieder in das Bewusstsein der Öffentlichkeit.
Nach umfangreichen Rodungsmaßnahmen durch den Landesbetrieb Straßen.NRW im Jahr 2014 ist der Laubach-Wasserfall wieder zugängig geworden.